# GANTZの登場人物
GANTZの登場人物（ガンツのとうじょうじんぶつ）は、漫画『GANTZ』（集英社『ヤングジャンプ』連載）およびそれを原作とする小説版・アニメ版・映画版・舞台版に登場する架空の人物について説明する。
声優はアニメ版GANTZのもの。アニメは「ねぎ星人編」から「あばれんぼう星人・おこりんぼう星人編」、オリジナルの「玄野星人編」までの全26話で放送された。俳優は特記のない限り映画版GANTZのもの。VOMICは集英社ヴォイスコミックステーション版のGANTZのもの。GANTZ:Oはフル3DCGアニメーションGANTZ:Oのもの。

## 東京チーム
東京周辺在住者から構成されるチーム。各ミッションでの死亡率が高く、長期間生き残っている者はほとんどいない。基本的には少数の経験者と、補充された初参加者とで構成されている。
| 東京チームの推移                     | 東京チームの推移 | 東京チームの推移 | 東京チームの推移 | 東京チームの推移 | 東京チームの推移 | 東京チームの推移 | 東京チームの推移 | 東京チームの推移 | 東京チームの推移 |
| ねぎ星人編                           | ねぎ星人編       | ねぎ星人編       | ねぎ星人編       | ねぎ星人編       | ねぎ星人編       | ねぎ星人編       | ねぎ星人編       | ねぎ星人編       | ねぎ星人編       |
| ------------------------------------ | ---------------- | ---------------- | ---------------- | ---------------- | ---------------- | ---------------- | ---------------- | ---------------- | ---------------- |
| 西丈一郎                             | 犬               | 玄野計           | 加藤勝           | 岸本恵           | 山田雅史         | 稲森貴史         | 畑中寛           |                  |                  |
| 吉岡清                               | 鈴木吾郎         | -                | -                | -                | -                | -                | -                |                  |                  |
| 田中星人編                           |                  |                  |                  |                  |                  |                  |                  |                  |                  |
| 西丈一郎                             | 犬               | 玄野計           | 加藤勝           | 岸本恵           | 根本鉄男         | 中島康介         | 西川信介         |                  |                  |
| 沼田春哉                             | 北条政信         | 鈴村貞代         | 杉本カヨ         | 杉本亮太         | -                | -                | -                |                  |                  |
| あばれんぼう星人・おこりんぼう星人編 |                  |                  |                  |                  |                  |                  |                  |                  |                  |
| 犬                                   | 玄野計           | 加藤勝           | 岸本恵           | 北条政信         | 鈴村貞代         | 桜丘聖           | 東郷十三         |                  |                  |
| 宮藤清                               | 近藤裕太         | 苫篠次郎         | JJ               | 岡崎明俊         | 徳川夢想         | 池俊一           | -                | -                |                  |
| チビ星人編                           |                  |                  |                  |                  |                  |                  |                  |                  |                  |
| 玄野計                               | -                | -                | -                | -                | -                | -                | -                |                  |                  |
| かっぺ星人編                         |                  |                  |                  |                  |                  |                  |                  |                  |                  |
| 玄野計                               | 和泉紫音         | 風大左衛門       | 坂田研三         | 桜井弘斗         | 下平玲花         | 鈴木良一         | 稲葉光輝         |                  |                  |
| 開開                                 | 大谷貴           | 大谷治子         | 大谷将貴         | 立見いずみ       | 白石リカ         | 竹田敏三         | 加藤雄二郎       |                  |                  |
| 森野恵子                             | 大山美紀         | 西田明           | 田村哲夫         | 岡田弘           | ショーン・ルイス | ネイサン・リッチ | ボブ・モリス     |                  |                  |
| マイケル・コムズ                     | -                | -                | -                | -                | -                | -                | -                |                  |                  |
| ゆびわ星人編                         |                  |                  |                  |                  |                  |                  |                  |                  |                  |
| 玄野計                               | 和泉紫音         | 風大左衛門       | 桜井弘斗         | 坂田研三         | 下平玲花         | 鈴木良一         | 稲葉光輝         |                  |                  |
| 開開                                 | 富岡穣治         | 三河直一         | 芳賀綾太郎       | 岩本薫           | 上田義治         | 浦中アヤカ       | -                |                  |                  |
| 小島多恵編                           |                  |                  |                  |                  |                  |                  |                  |                  |                  |
| 玄野計                               | 和泉紫音         | 風大左衛門       | 桜井弘斗         | 坂田研三         | 下平玲花         | 鈴木良一         | 稲葉光輝         |                  |                  |
| 開開                                 | 富岡穣治         | 三河直一         | 芳賀綾太郎       | 岩本薫           | 浦中アヤカ       | -                | -                |                  |                  |
| オニ星人編                           |                  |                  |                  |                  |                  |                  |                  |                  |                  |
| 玄野計                               | 和泉紫音         | 風大左衛門       | 桜井弘斗         | 坂田研三         | 下平玲花         | 鈴木良一         | 稲葉光輝         |                  |                  |
| 開開                                 | 富岡穣治         | 三河直一         | 浦中アヤカ       | コウモトタケシ   | サラリーマンA    | サラリーマンB    | サラリーマンC    |                  |                  |
| 永島                                 | -                | -                | -                | -                | -                | -                | -                |                  |                  |
| ぬらりひょん編                       |                  |                  |                  |                  |                  |                  |                  |                  |                  |
| 西丈一郎                             | 加藤勝           | 風大左衛門       | 桜井弘斗         | 坂田研三         | 下平玲花         | 鈴木良一         | 稲葉光輝         |                  |                  |
| コウモトタケシ                       | 開開             | 氷川             | 黒髪の女         | 青年A            | 青年B            | 青年C            | -                |                  |                  |
| ラストミッション編                   |                  |                  |                  |                  |                  |                  |                  |                  |                  |
| 西丈一郎                             | 玄野計           | 加藤勝           | 風大左衛門       | 桜井弘斗         | 下平玲花         | 鈴木良一         | 稲葉光輝         |                  |                  |
| コウモトタケシ                       | 開開             | 氷川             | 黒髪の女         | -                | -                | -                | -                |                  |                  |
| カタストロフィ編                     |                  |                  |                  |                  |                  |                  |                  |                  |                  |
| もう一人の玄野計                     | 加藤勝           | 風大左衛門       | 下平玲花         | 眼鏡の高校生     | 山咲杏           | 武田彪馬         | 前嶋龍二         |                  |                  |
| メアリー・マクレーン                 | 関根誠人         | 吉川海司         | 矢沢年男         | -                | -                | -                | -                |                  |                  |

太字は新規参加者、斜文字は過去の戦いで死亡するも再生された参加者。

### ラストミッション（イタリア編）を生き残った参加者
玄野 計（くろの けい）
声 - 浪川大輔（アニメ版・基本）/園崎未恵（アニメ版・幼少期）/梶裕貴 （GANTZ:O）/内山昂輝（VOMIC版）/ 演 - 二宮和也（映画版） / 百名ヒロキ（舞台版）
あだ名：「くろの」、「パシり」、「くろのくん」、「まけ犬」
賢さ：★★★★ 敏捷：★★★ 体力：★★★ 力：★★★ 運：★ 未知の自分：★★★★★
本作品の主人公。私立勢綾高校一年生。学校でのあだ名は「昼行灯」（担任の教諭の一言で広まりだし、クラスメートからも呼ばれるようになる）。巨乳とグラビアが好き。スポーツにも勉強にも関心がなく、特に優れた面があるわけでもない平凡だが、それでいながら少し世の中を見下している高校生。しかし幼少期は誰よりも勇敢で、加藤たちのリーダー的存在であった。本人に自覚はないが、登場人物の女性からしばしば「かわいい」と評されたり、面食いの女子から告白されたことがあるなど、整った顔立ちをしている。体格は比較的小柄に描かれているが、アニメ版では「中肉中背」とされている。父・憲一、母・陽子、弟・アキラの四人家族だが、自身より全てにおいて優秀な弟の存在やその弟と比較して蔑ろにする両親という複雑な家庭事情から折り合いが悪いため、現在はアパートで一人暮らしをしている。このことは当初の玄野の「誰も信頼できない」という生き方に影響を及ぼしていた。また、中学生時代にいじめられた経験を持つ。
死因は事故死。第一話にて地下鉄のホームで幼馴染の加藤勝と偶然再会し、共に線路に落ちたホームレスの藤堂多賀夫を助けるも逃げ切れず電車に轢かれ、ガンツの部屋に転送される。その際に出会った岸本恵に好意を持ち、行き場所のない彼女と同居することとなるが、加藤に好意を持つ彼女を振り向かせることはできずに終わる。己の能力が発揮できない現実の世界よりも、大活躍ができるガンツのミッションに快感を覚えるようになるが、あばれんぼう星人・おこりんぼう星人のミッション時に千手との対峙で初の敗北を喫し、加藤や岸本など、仲間をすべて失ったことで、心に大きな傷を負う。後に学校での罰ゲームにより、クラスでも地味な少女・小島多恵と付き合うことになり、やがて彼女は玄野にとって最も大切な人間になっていく。
かっぺ星人のミッションにおいて、生身の状態ながら奮戦する。その際、鈴木の協力を得ることで「生きる力」を開花させる。このミッションから、誰も死なせないように奮闘するようになり、ミッション外でもメンバー同士で会合や訓練を行うなどガンツメンバーのまとめ役となっていく。常に前リーダーであった加藤を意識しながらリーダーシップを発揮するようになる。
ゆびわ星人編後の追加ミッションで多恵を失うが、オニ星人編において多恵はレイカにより再生される。他のメンバーから彼女と共に日常へと戻ることを促され、ミッションから去ることを選ぶ。しかしその後は、数ヶ月間の記憶の欠如により周りとかみ合わない自分に悩まされつつも平穏な生活に戻るが、吸血鬼に狙われることとなってしまう。弟・アキラからの知らせで、吸血鬼の弱点を突き多くを撃破するも、最後の最後で氷川に肩を斬り抜かれ、二度目の死を迎える。その際、レイカが転送直前にガンツ部屋に連れて行こうとするが、女吸血鬼に阻止される。その後、大阪ミッションにて100点を獲得した加藤に再生される。
基本的に運は悪いが、生き残る能力にかけては（レイカも言うように）全メンバーの中でもトップクラス。スーツ未着用で臨んだ二度のミッション（田中星人戦とかっぺ星人戦）において高得点を獲得しているほか、吸血鬼に狙われた際にはガンツの武器を使わずに、自前で対吸血鬼用の武器を作り対抗するなど、絶望的な状況を打破する能力があると言える。その生存能力は和泉ですら嫉妬するほどである。オニ星人のボスとの戦闘以降は、戦闘においてガンツソードを多用するようになる。
ラストミッションにて激闘を繰り広げ、91点を獲得。命からがらの生還を遂げ、ガンツ空間から解放される。しかし、レイカのエゴによってミッション直後の状態で新たに再生されてしまい、現実世界にもう一人の自分が存在することとなる。もう一人の自分については、「お前はレイカを幸せにしてやればいい」と存在と行動を容認し、カタストロフィを目前に控えながらも、元の日常生活に戻る。
カタストロフィ編では、さらわれた多恵を追って1人で巨人のコロニーに乗り込み、巨人の一般人フラ・ララダの協力を得て多恵と再会する。その後、西との死闘を経て多恵と共に宇宙船から脱出し地球へと帰還。巨人の母船より衛星中継されるアメリカチームと生き残った巨人兵士の最期の戦いの様子を見守るが、彼らを全滅させたイヴァ・グーンドから決闘を申し込まれる。そして激闘を繰り広げ、最後はスーツのパワーを限界まで溜めてイヴァの頭に突撃するという荒技で勝利する。
- 作者の奥曰く、コンセプトは「普通の高校生」である。

加藤 勝（かとう まさる）
声 - 大里雅史（アニメ版・基本）/山口眞弓（アニメ版・幼少期）/小野大輔 （GANTZ:O） /鳥海浩輔（VOMIC版）/ 演 - 松山ケンイチ（映画版） / 高橋健介（舞台版）
あだ名：「かとうちゃ（笑）」
賢さ：★★★ 敏捷：★★★ 体力：★★★★ 力：★★★★ 運：★★ 正義感：★★★★★
本作品のもう一人の主人公。『大阪編』では玄野に代わり、主人公を務めた。西深角工業高校一年生。玄野計の小学校時代の同級生で、仲間内のヒーローである玄野に憧れていた。当時から玄野のことを「計ちゃん」と呼び慕っている。玄野とは対照的に彼の高校の不良曰く190cmはあるであろうほどの長身で、襟足の長いオールバック。一見ヤンキーのような風貌だが、正義感の強い心優しい少年である。お人よしで、たとえ星人であろうとも殺生を嫌い、その慈悲深さゆえに周りから偽善者呼ばわりされることもある。あまり自分には自信が無く、気弱な言動が目立つが、その正義感から怯えを押し殺して果敢な行動に出る勇気を持つ。勉強は得意ではないが、身体能力は見た目通りかなり高く、喧嘩も強い。死因は事故死。地下鉄でホームレスを助けようとして電車に轢かれ、玄野と共にガンツの部屋へ転送される。ミッションでは皆をまとめるリーダー格になっている。
中学二年のころに車の事故で両親を亡くしたため、弟の歩と共に叔母の家（叔母夫婦と二人の子供）に居候しているが、冷遇されていた。その後、叔母との諍いの末に歩を連れて家出し現在はアパートを借りて弟と二人で暮らしている。父親は消防士だったため、その正義感の強い性格は父親の影響が少なからずある。ミッションでは基本的に殺傷用ではなく捕獲用の武器（Yガン）を持ち歩く。
あばれんぼう星人・おこりんぼう星人編にて、玄野を守るためにボスである千手観音と相討ちになり死亡する。数ヶ月後、オニ星人編において100点に到達した鈴木によって再生される。
ぬらりひょん編では、死亡した玄野に代わってリーダーとなる。大阪チームの山咲杏に「ギゼンシャ星人」などとからかわれながらも、一般人の救出に奔走。杏や他東京メンバーとの共闘によってぬらりひょんを撃破し、100点を獲得。仲間からミッションからの解放を勧められるが、玄野の再生を選択する。
ラストミッションを玄野と共に戦い抜き、65点を獲得して無事生還。ガンツ空間から解放される。かけがえのない仲間の死を悔みつつも、ガンツ空間から解放されたことに安堵する姿を見せる。しかしその後、カタストロフィに巻き込まれ再び歩と離れ離れになってしまう。巨人の宇宙船ではもう一人の玄野らと行動を共にし、ガンツのシステムを生み出した異星人と邂逅。ガンツの真実を知る。
- 作者の奥曰く、自身の理想の高校生像を基にデザインしたキャラクターである。また、人物像に関しては「『ダイ・ハード』の主人公ジョン・マクレーンの影響があるかも」と発言しており、一番好きなキャラクターであるとも明言している。

西 丈一郎（にし じょういちろう）
声 - 矢部雅史（アニメ版）/郭智博（GANTZ:O） /石田彰（VOMIC版）/　演 - 本郷奏多（映画版） / 佐藤永典（舞台版）
あだ名：「西くん」
賢さ：★★★★★ 敏捷：★★★ 体力：★★ 力：★★ 運：★★★ 卑怯：★★★★★★
物語のキーパーソンの一人。ガンツの秘密を知っている中学二年生。死因は転落死。万引きで補導され、警察署へと連行される途中に逃亡を図り、マンションの屋上から誤って転落して死亡し、転送される。アニメ版での死因は飛び降り自殺。小説版での死因も飛び降り自殺であるが、動機は母親の自殺を苦にしての後追い自殺となっている。原作でもホームレスになっている父親の発言により、母親が自殺していたということが明らかとなる。アニメ版のねぎ星人編では「父親は内閣情報室のトップ」と発言しており、メンバーだった政治家の鈴木曰く、実際に「西」という剃刀のように切れる官僚がいるようである。
身長は約160cm。黒髪のストレートヘアで色白、華奢な体格、切れ長で眉目は整っているが、どこか陰気さのある顔立ちをしている。初登場時は幼さの残る顔つきだったが、ねぎ星人編（17話）以降から端正に描かれるようになり、オニ星人編（219話）以降は美形キャラクターとして描かれるようになった。
体育が苦手で運動神経は悪いが、クラスメイトたちを的確にヘッドショットするなど射撃能力は高い。また、頭脳はかなり優秀である。
性格はきわめて屈折しており、初期の玄野や和泉以上に世の中を見下している。誰に対しても尊大な態度をとり、正義や善意を良しとせず、そういった人物を「偽善者」呼ばわりするため、共同戦線を張る仲間たちからの印象は悪い。ただし同じく屈折していた玄野（初期）には「同じ目をしている」という理由で点数を譲ろうとしたり、似た気質を持つ和泉とは交友関係を結んでいた。基本的にクールだが、計算外の事態に陥るとパニックになったり、泣き叫ぶなどの精神的な脆さをもつ。また、極度のマザコンで、追いつめられると「ママ」に助けを求める癖がある。異常性癖の持ち主でもあり、人の死や破壊に性的興奮を覚える。日常生活においても快感を得るために猫をXガンで殺したり、その首をビン詰めにしたりするなど、ネクロフィリアやサディズムに相当する残虐性を見せる。このように性格面では徹底したヒールであるが、カタストロフィ編（341話）ではピンチに陥っていたタケシを身を挺して救ったり、クラスメイト虐殺の際にはラブレターを渡してきた女生徒だけは殺さないなど、ある程度の良心的な一面も持っている。
ミッションにおいては武器やコントローラーを使いこなし、星人の撃破や仲間の援護よりも、まず自分が生き残ることを優先する。玄野たちがガンツの部屋に来る1年前からミッションに参加している古参メンバーであり、ガンツに関する知識は豊富。ミッションでの経験や戦闘を記録した「黒い球の部屋」というウェブサイトを運営しており、劇中におけるガンツフリークの溜り場となっている他、和泉や菊地に大きな影響を与えている。
田中星人編で死亡するも、その半年後、オニ星人編で（玄野の頼みで）風により再生される。過去に和泉とミッションを共にしているが、和泉は記憶のリセットにより覚えていない。インターネットを通じて世界各国と常に情報交換を行っている。迫り来るカタストロフィを知り得ており、ぬらりひょん編終了後にはその情報をメンバーに教え、あと1週間で異変が起きると告げる。西自身は核戦争が有力な説であると説いていた。
私生活は謎に包まれていたが、大阪編終了後に学校で苛烈ないじめを受けていたことが描かれる。クラスメイトのほぼ全員から集団的な暴言・暴力を受けており、登校時に「教室の窓から頭上に自分の机と椅子を投げ落とされる」「集団で担ぎ上げて転落事故に見せかけて窓から投げ落す」など、殺人に相当する事態にまで発展していた。西自身は彼らを「愚民」呼ばわりするなど心底辟易しており、また迫りくるカタストロフィにより警察に追われる心配がなかったこともあってクラスメイトの大量虐殺を決意し、彼らをカバンの中に隠したXガンで皆殺しにした。制圧のために教室へ突入してきた特殊部隊との銃撃戦を切り抜けるも、社会的には犯罪者となる。
ラストミッションを戦い抜き、無事生還。102点を獲得し、ガンツ空間から解放される。その際、メンバーからミッションで死亡した鈴木の再生を懇願されるも、強力な武器の入手を選択。カタストロフィを前に興奮する姿を見せている。カタストロフィ編ではほかの仲間たちが人命救助のためにスペースコロニーに乗り込む中、自身はガンツを介してコロニーの弱点（空間圧縮施設の情報）を知るべく奮闘。だがその結果、巨人たちにハッキングを受けてしまい怪物の大量転送を許し、長年の拠点であったガンツ部屋を爆破されてしまう。その後は、タケシと共に民家に忍び込んでハッキングを行い、これを成功させてコロニー内部へ侵入。ハードスーツを着た上に巨大ロボットに乗り込み、コロニーの要である空間圧縮施設を破壊し、巨人たちを滅ぼして「この世の最高権力者」になろうと目論む。しかし、「巨人たちを滅ぼすべきではない」という多恵（フラ）の想いを継いだ玄野と対峙。多恵に攻撃したことから玄野の怒りを買って圧倒され、ハードスーツを破壊される。完敗を喫した西は命乞いをするが、多恵を救いに行く玄野によって柱の麓に置いていかれ、巨人たちに包囲されるという絶体絶命の中で生死不明となる。
イタリア編以前の彼の放課後を描いた特別編「GANTZ/NISHI」が存在する（『GANTZ PERFECT ANSWER』Blu-ray / DVDの封入特典として収録）。
- 作者の奥曰く純粋な悪で、ガンツの情報をあらかじめ知っている人物・中学生離れした中学生を基にデザインされたキャラクターである。

風 大左衛門（かぜ だいざえもん）
あだ名：「いなかっぺ大将」、「きんにくらいだー（仮）」
博多出身の格闘家で本作品の主要人物の一人である筋骨隆々の大男。中国武術の八極拳の使い手。幼少期から、老けた顔と年齢に合わない非常に筋肉質な体格のため、「オッサン」というあだ名で呼ばれていた。喧嘩で最強になるべく、日本一の人口を誇る東京へと上京し、自分と互角に渡り合える相手を探す。池袋の大多数のヤンキー、幾つかの高校の番長、さらにはメキシコ人のボクシングスーパーライト級世界チャンプをあっさりと倒すなど身体能力は人間離れしている。スーツを着た玄野と一時ながらも渡り合い、星人かと怪しまれたほどである。成人男性を片手で持ち上げる程の怪力も有し、「素手でガンツ最強王決定戦」では一位に選ばれている。
死因は銃殺。新宿大虐殺にて和泉に挑むも射殺され、ガンツの部屋に転送される。口数は少ないが男気に溢れ、ミッションではチームプレイへ参加し、メンバーと一緒に訓練するなど協調性も見受けられる。また、タケシから「筋肉ライダー」という架空のヒーローとして慕われているが、はっきりと否定できずにいる。オニ星人編で累計115点を獲得した際にはタケシのために残留を選択、玄野の要望により西を再生する。その後、タケシの死の原因が虐待であることを知ったことから情が移り、彼を引き取る。野外で八極拳の鍛錬をしている最中、それを常に間近で見ていたタケシが、大阪での闘いで見よう見まねで自分の技を使ったところを見て、驚くと同時に感動し親心を抱くようになる。そして、強さの証を立てるための戦いをくだらないと考えるようになり、守りたい者のための戦いこそ、自分の生きる道であると自覚する。タケシと共に野宿を繰り返していたようだが、大阪編終了後は鈴木の家に招かれることとなる。
ミッション開始時には武器を持っているが一切使用せず、ガンツスーツによる格闘のみで戦う。肉弾戦においては作中のガンツメンバー最強の男である。
ラストミッションを戦い抜き、無事に生還。ガンツ空間から解放される。この際、かけがえのない仲間の死を悔み再生するよう西に懇願するなど、情の厚い姿を見せている。
カタストロフィ編では加藤らと行動を共にし、ガンツのシステムを生み出した異星人との邂逅。ガンツの真実を知る。
なお、タケシと並んで東京チーム加入以降は一度も命を落とすことが無かった数少ない人物である。
- 作者の奥は風の裏設定について「あれで高校生」「童貞だよね」と語っており、桜井と並んでリアリティの薄いキャラクターであるとも評している。
- 名前の由来はアニメ『いなかっぺ大将』の主人公・風大左衛門（原作者曰く「田舎者だから」）。モデルは明言されていないが、作者の奥は「格闘ゲームが好きなので、その影響が出ているキャラクターです。見る人が見れば『バーチャファイター』の「八極拳だな」と分かっちゃいますね」とコメントしている。

桜井 弘斗（さくらい ひろと）
演 - 白石隼也
あだ名：「チェリー」、「もうチェリーではない」
私立の中学生。サッカー部。インターネットの掲示板で出会った「サカタ」という人物から超能力を伝授され、彼を「師匠」とあがめる（超能力についてはGANTZ#超能力を参照）。坂田からの「いじめた奴を殺せ」という指令を実行し、サッカー部の先輩に当たる同級生3人を殺害するが、良心の呵責に苛まれるようになる。
同じく掲示板を通して知り合った「トンコツ」という少女のアドバイスにより、超能力を使って多くの人々を助けるという生き方を決意する。死因は銃殺。新宿大虐殺で和泉を後一歩と追い詰めるが、彼の放った弾丸で命を落とし、部屋に転送される。ミッションでは坂田と共に超能力を駆使し活躍する。オニ星人編において火炎属性型の幹部に焼き殺されるが、同ミッションで100点を取った坂田により再生される。
ラストミッションを戦い抜き、命からがら生還。ガンツ空間から解放される。後に脳のCTスキャンを撮り、爆弾が取り除かれていることを確認する。
カタストロフィ編では最愛のトンコツを殺害されてしまい、そのことから異星人への復讐に駆られ、超能力の効果が以前とは比較にならないほど向上したが、異星人であれば（躊躇いこそしたものの）女子供も殺害し、自分の前に幻影として現れた坂田とトンコツの静止にも耳を貸さず、情緒不安定の一途を辿っていく。そして最後には異星人の砲撃の餌食となり、下半身と両腕を吹き飛ばされる。その際最後の最後で自分の残虐さを悔いて砲撃に巻き込まれそうになった異星人の子供たちを超能力で守り、坂田とトンコツの幻影に出迎えられながら笑顔で息を引き取る。死亡回数は3回と、作中最多。
- 元々は作者が別に考えていた超能力モノの話のキャラクターである。

下平 玲花（しもひら れいか）
声 - 早見沙織 （GANTZ:O）
あだ名：「くろののファン1号」、「レイカ」
本作品のヒロインの一人。人気巨乳グラビアアイドル。東京都出身。1985年9月23日生。スリーサイズはB86、W59、H86。O型。14歳からモデル活動を始め、グラビアからドラマ、映画と多岐に渡って活躍している。
死因は銃殺。オフで新宿に買い物に来ていた所、新宿大虐殺に巻き込まれガンツの部屋に転送される。初参加のミッションでは、玄野に言われた通りスーツを着ていたため生き延び、星人と果敢に戦う玄野の姿を見て好意を抱く。電話で玄野を呼び出しデートをするも、ゆびわ星人編で玄野と小島の関係を知ってしまう。
訓練を続け、オニ星人編ではたった一人で多くの敵を撃破するなど、他のメンバーにも引けを取らない活躍を見せる。同ミッションにおいて累計102点を獲得した際には玄野の彼女である小島の再生のために自らの自由を放棄し、玄野からリーダーを引き継ぐ。玄野が開放を迎え転送される際には、最後にその想いを伝える。大阪編では一般人を助けるのはリスクが大きいといい極力戦闘を避けるようにしている。その背景には、「玄野が生き返っても自分に振り向いてくれることはないからこのまま忘れてしまえれば」と、エゴの自覚があった。
大阪ミッション終了後、想い続けた玄野に告白するも、その想いが届くことは無かった。諦めきれなかった彼女は、その際「100点を取りもう一度、玄野君を再生」という不審な発言をする。ラストミッションにて101点を獲得した彼女は、玄野の希望通り、ラストミッションで命を落とした鈴木（おっちゃん）の再生を試みるが、ガンツの不調で叶わず、ガンツ空間から解放される。その後、衣服を取りにガンツ部屋に戻った際、黒玉から出てきた男（玉男）にメモリーの中からの再生を促され、迷った末に玄野を再生させる。レイカはあえて第二の玄野を生み出すことで、その想いを成就しようとした。第二の玄野にとって己の人生を左右されるこの行いには憤りがあったが、諦めてレイカの家に同居することとなる。
カタストロフィ編では第二の玄野と共に積極的に人類の救出に参加するが、サイコキネシスを使用する星人と遭遇、単身立ち向かう玄野を残し一時は他の仲間と共に逃げるも、玄野と共に死ぬと発言し、武田の制止にも耳を貸さずに玄野の元へ赴く。気絶している玄野を背に単身星人に立ち向かい、ガンツソードで額を貫き星人を倒すも、自身も背中に致命傷を負い、相打ちの形で死亡する。その後、ガンツを生み出した異星人によって再生させられるが、もうひとりの玄野に「愛してる」と伝えられ「私も愛してる」と応えた直後に消滅させられる。
- 作者の奥曰く「モデルは特に存在しないが、あえて言えば漫画「パーマン」の星野スミレ」とのこと。

コウモト タケシ
あだ名：「タケシ」、「こども」
母子家庭で育つ幼稚園児ほどの年齢の幼児。オニ星人ミッションより参加。死因は母親の交際相手による虐待。交際相手が母親宅に出入りし、日常的に暴力を振るっていた。母親はタケシへの虐待を咎めることはせず、虐待後に放置したことが死亡に繋がった。
絵を描くのが好きで、「筋肉ライダー」という自分のヒーロー（ガンツスーツを着用した風と酷似している）を創作し、そこに救いを求めガンツの部屋で出会った風をその「筋肉ライダー」と思い込む。その後、親元に帰らず風と一緒に生活している。
ぬらりひょん編では他メンバーと逸れてしまい、星人に遭遇して襲われるものの、風の得意技「鉄山靠（てつざんこう）」を見様見真似で繰り出して数体の星人を撃破し、幼い少年ながらある程度の点数を獲得している。風の技を真似し、泥田坊に立ち向かう姿は風の心を揺り動かし奮起させ、見事泥田坊を撃破させるに至る。
ラストミッションを無事に生き抜き、ガンツ空間から解放される。カタストロフィ編では異星人にガンツの部屋を爆破されたことで転送されなかったが、西と共に部屋を脱出、西がハッキングを試みた民家に取り残される。しかし、生存していたようで、カタストロフィが終わりかけるころには、公園のベンチで眠っている姿が確認されている。
なお、風と並んで東京チーム加入以降は一度も命を落とすことが無かった数少ない人物である。

### ねぎ星人編からの参加者
岸本 恵（きしもと けい）
声 - 生天目仁美（アニメ版）/藤田咲（VOMIC版） 演 - 夏菜（映画版） / 浅川梨奈（SUPER☆GiRLS）（舞台版）
あだ名：「巨乳」
本作品のヒロイン（初期）の一人。ショートカットでスタイル抜群の美少女。
死因は自殺。自宅の浴室で自殺未遂（リストカット）をし、ガンツの部屋に転送される。入浴時に全裸だったため、そのまま転送されて初登場で玄野らに裸体を見られている。転送直後は夢だと勘違いして全裸のまま横になったことで危うくヤクザに強姦されそうになり、加藤に救われる（このことがきっかけで加藤を意識するようになる）。
そのルックスの良さから着替えを覗かれたり、強姦未遂に二度も遭ったりしている。学校では成績優秀で真面目であったが、母親（声 - よのひかり）からの過剰な期待がストレスとなり、プレッシャーとなっていた。しおり（声 - 三橋加奈子）という妹がいる。
加藤の優しさと逞しさに惚れ込むが、ガンツによって複製されたため（ガンツによって自殺未遂にもかかわらず複製され、岸本が2人になるという現象が起きたため）自宅に帰れなくなり、玄野の家に居候する。玄野は岸本に好意を抱いていたが、岸本は玄野に興味がなく加藤の話ばかりしていたため、田中星人戦後に玄野と口論になり、玄野の家を出ていく。
仏像編で千手観音の酸から加藤を庇い、想いを伝えながら絶命する。カタストロフィ編では、ガンツを生み出した異星人によって再生させられるが、すぐ消滅させられる。
なお、オリジナルの彼女は自殺未遂後、普通の生活を送っている。あばれんぼう星人・おこりんぼう星人編後、玄野にナンパされ、ぬらりひょん編後には加藤と会っており、加藤にナンパされた際には満更でもない態度を見せている（承諾したのかどうかは不明）。カタストロフィが終わりかけるころには、玄野とイヴァ・グーンドの決闘をモニター越しに見ている。
犬
あだ名：「犬」
オス犬。犬種はボーダーコリーで、血統書付き。死因は事故死。嫌いな飼い主のOLとの散歩中に逃げ出し、ダンプに跳ねられ死亡。ミッション中も何もせず歩き回っているが、岸本らが部屋に来た後はスーツは着せてもらっている。ミッションには生き残るものの採点はいつも0点で、「ベロ出しすぎ」「やる気感じられず　なんかしろ」などの評価を受け、落ち込むようなリアクションを見せる。西と同様、玄野たちが来る以前からミッションに参加していたが、西曰く「そのころから全く戦力にならなかった」とのこと。
仏像編でミッション後に帰還しておらず、生死不明となっている。作者の奥は「僕自身犬が好きなので、犬が死ぬところを描きたくないという理由で行方不明になりました」とコメントしている。アニメ版では韋駄天に撲殺された描写が追加されている。ゲーム版、アニメ版での名前は「ライス」。
山田 雅史（やまだ まさし）
声 - 永野広一/演 - 小松利昌
あだ名：「山田くん」（原作の死亡者リストでは「メガネ」と書かれている）
練馬東小学校一年の教師をつとめる眼鏡をかけた若い男性。死因は事故死。仕事からスクーターで帰宅中に余所見からトラックに突っ込み死亡し、転送される。現実主義者で、ガンツのミッションをテレビの企画だと思い込んでいる。大きなねぎ星人に襲撃され、両腕を失う重傷を受けながらも、最後まで自分が置かれた現状に目を向けることができないまま失血死する。
アニメ版では稲森の代わりに畑中を誤って殺してしまい、精神崩壊を起こしたまま殺害された。
稲森 貴史（いなもり たかし）
声 - 千葉進歩/演 - 落合モトキ
あだ名：「ぱつきん」
フリーター。年齢は20歳。死因は事故死。近所のコンビニに買物しにいく途中に車にはねられ転送される。中性的な顔立ちの美形で玄野からは「女みてーな顔」と評される。典型的な今時の若者で、自分が置かれた現状にも動揺することなく終始無関心である。その一方で、ガンツから出てきたXガンに強い関心を持ち、いきなり山田に向けて発砲しようとするなど（使い方を間違っていたため発射はしなかった）短絡的な行動も目立つ。西の嘘に他のメンバーともども騙されミッションに積極的に参加するも、子供ねぎ星人の殺害後に大きなねぎ星人の襲撃を受け、畑中を誤って殺害。狂乱状態の中、他のメンバーともども惨殺されてしまう。普段は強気だが、畑中や吉岡の前では途端に遜った態度をとるなど、根は小心者である。
アニメ版では子ねぎ星人を殺害した直後に、大きなねぎ星人に背後から不意を突かれる形で頭部を握り潰され殺害される（そのため、畑中を誤って殺す人物が山田に変更されている）。
畑中 寛（はたなか ひろし）
声 - 飯島肇/演 - 小林一英
あだ名：「ヤクザA」
暴力団土居組の組員で、吉岡の部下。死因は銃殺。スナックで飲んでいたところを、対抗組織の襲撃を受け、全身を蜂の巣にされ死亡。粗暴かつ残忍な性格で、全裸で部屋に転送された岸本をいきなり強姦しようとしたり（加藤の妨害により未遂に終わる）、堅気の人間にも躊躇なく暴力をふるうなど任侠心は持ち合せない悪漢。子供ねぎ星人を殺害後、襲来した大きなねぎ星人に頭突きを喰らわせるも、スーツ未着の状態でダメージを与えられるはずもなく逆に捕まってしまい、最期は稲森（アニメ版では山田）が放ったXショットガンの盾にされ爆死。実写版でも大人ねぎ星人に片足を切られた後に同様の結末を迎えており、死体が両足だけ残るという原作以上にむごい最期を遂げている。
吉岡 清（よしおか きよし）
声 - 諸角憲一
あだ名：「ヤクザB」
暴力団土居組の幹部。死因は畑中と同じく銃殺で、畑中が蜂の巣にされた際の流れ弾で命を落とした。畑中同様任侠心は薄く、岸本を強姦しようとした畑中には制止を加えることなく傍観している。大きなねぎ星人の襲撃を受けて片腕を失う重傷を負いながらも、最後の気力を振り絞り、所持していた拳銃で大きなねぎ星人に発砲するが、大したダメージを与えられないまま絶命。畑中ほど腕っ節は強くないらしく、ガンツに転送される以前は周囲に危険視されていた畑中を盾にして幅を利かせていたという。
実写映画版には未登場。
鈴木 吾郎（すずき ごろう）
声 - 佐々木敏
元東京都知事の政治家。64歳。死因は病死。末期ガンが発覚して政治家を引退。半年近くもの間、闘病生活を続けていたが病室で死亡し、部屋に転送される。30歳も年下の妻・幸恵と、小学生の息子・真也の3人家族。ミッションのエリア外に出てしまったため、脳内爆弾が作動し死亡。その後、玄野と岸本が彼の頭の無い死体を発見している。
アニメ版では元大物政治家で、現役のころは国を動かすほどの絶大な権力を持っていたという設定。また、原作と異なり玄野と岸本は子ねぎ星人を殺害した場に居合わせていたため、2人に死体を発見されていない。
実写映画版には未登場。

### 田中星人編からの参加者
北条 政信（ほうじょう まさのぶ）
声 - 神谷浩史
あだ名：「ホモ」
私立高校に通う高校生。死因は事故死。ストーキングを繰り返す貞代の手から逃れるために友人のバイクで高速道路を走っていた時に、後ろから居眠り運転のトラックに追突され、貞代と共に部屋へ転送される。
非常に端正なルックスをした長身の美少年で、過去に有名芸能事務所にモデルとして所属していたこともある。偶然出会った女子高生からも「中々釣りあう人はいない」と評されている。しかし、あだ名の指す通りゲイであり、異性には全く興味がない。また、巨乳の女性を嫌っている。ゲイであることは秘密にしており、ガンツを通じてメンバーにバレた際は強く否定していた。
部屋に転送された際は状況判断ができず、協調性の乏しい言動が目立つが、田中星人に遭遇してからは積極的に戦闘に参加する。仏像編では加藤から班のリーダーを任される。本堂にて千手観音および四天王像と対峙するが、星人たちの強さに不利と見て、スーツ未着用の近藤・笘篠にここを離れて助けを呼びに行くように指示する。自身は貞代のサポートを受けながら四天王像と交戦。千手観音が降り立った際には貞代に逃げるよう促すも2人で戦い抜いたらしく、最期は千手観音が放った酸により胴体を溶かされ致命傷を負い、同じく致命傷を負った貞代にキスをされながら息を引き取る。死亡後の出番は一切なく共闘したミッションは2回だけだが、最終回で玄野と加藤にかつてともに戦った死んだ仲間の一人として名前を挙げられている。
アニメ版では若干出番が増えており、ミッション以外での私生活が描かれた。
ゲーム版ではメインキャラクターに追加されている。あだ名は「美形」。
実写映画版には未登場。
鈴村 貞代（すずむら さだよ）
声 - かかずゆみ
あだ名：「サダコ」
北条のストーカー。死因は事故死。幾度とない自身のストーキングから逃れようとする北条のバイクの後部座席に勝手に跨るも、トラックの玉突き事故に遭い彼と共に部屋へ転送される。本編では名前非公開。
年齢不詳かつ謎が多く、無口な性格。前述の性格と前髪で顔が隠れていることから、ホラー映画の『リング』に登場する人物を連想され、北条から「サダコ」とあだ名を付けられ不気味がられている。
ミッションでは戦闘そっちのけで北条の後を付け続ける。ガンツのルールを明確に把握していたわけではないが、北条とのペアルックとの妄想からスーツは着用している。また、アニメ版ではミッション開始前に部屋で犬と戯れている姿が見られた。髪で隠れてまったく素顔を明かさなかったが、仏像編にて美しい女性であることが明らかとなり、その美貌はゲイの北条の心を捉えるほどである。千手観音を守る四天王像を相手に、北条をサポートする役回りで共闘し奮戦するも、千手観音のあまりの強さに為す術も無く、その酸により胴体を溶かされ致命傷を負い、北条との初めてのキスを交わし息を引き取る。北条のストーカーと言われるが、本人としては告白のチャンスをうかがっていただけである。ストーカー歴は2か月で、街角で見かけて一目惚れしたとのこと。
ゲーム版での名前は「仲山貞子」で、メインキャラクターに追加されている。あだ名は「ストーカー」。
実写映画版には未登場。
根本 鉄男（ねもと てつお）
声 - 川中子雅人
あだ名：「ゾクA」、「チンソうダン その1」
暴走族。死因は刺殺。他の暴走族に騙されて仲間と共にリンチに遭い、部屋に転送される。本編では姓名非公開。
残忍かつ横暴な性格で、成り上がるためなら手段を選ばず、暴力団とも交際するなど、他の暴走族からも強い恨みを抱かれていた。つるんでいる暴走族仲間たちも似た物同士の無法者ばかりであるが、仲間内ではリーダー格として慕われ、「テッちゃん」の愛称で親しまれている。妻・遥香と息子・永吉（彼が尊敬する矢沢永吉から命名した）の三人家族であり、結婚も出産も早かった。他の暴走族三人とは異なり、玄野がスーツにこだわる様子を見てその重要性を見抜くなど、生来の勘の良さを持つ。その反面、ガンツのルールを全く把握できないままミッションから帰還したため、ミッション終了後にXガンを持ち出す。自身から金を取り立てようとした暴力団員で高校の先輩でもある岩城（声 - 白熊寛嗣）を手に掛けたことで調子に乗り、罠にはめた暴走族に対する復讐に使おうとした所で脳内爆弾が作動し、目・鼻・耳から血を流して絶命する。アニメ版では母乳の出ない妻のために牛乳を買いに行く途中で暴走族と会っており、死因も「教えろ、ガンツ！」という心の叫びが口に出てしまったことが要因とされ、原作とは違って流血の際も即死せず（この時、死の間際に妻と電話しているが、母乳が出たことを聞き「俺はもう用済みかよ」と逆にショックを受ける）、直後に頭が砕け散った。
アニメ版では、「人のことを考えているからこそリーダーが務まるのだろう」という監督の意向により、短気ながらも他人への度量が深く、自らの将来に悩む、やや善良かつ良心的な性格となっている。また、家庭や仕事場などのプライベートについても細かく描かれている。息子を持ち命の尊さに目覚めたとのことで、作中では杉原亮太に対する不平を述べる仲間に対し、「ガキってのはうるさくて当たり前なんだよ」と諭したこともあった。そのため、岸本を強姦しようとした暴走族の仲間を咎めたり、散々自分たちをコケにした挙句に仲間の一人を殺害した西であっても、彼が鈴木星人に襲われた際は仲間を殺害したことを謝罪する条件を出した上で救おうとしている。一方、沼田と考え方の違いからトラブルを起こしており、この事が欣二（原作の信介）の死の遠因となってしまった。また原作同様に岩城をXガンで殺したり、自分の境遇から逃げるように暴走族に復讐しようとして自滅したりと、その倫理観の水準は著しく低かった。
実写映画版には未登場。
杉本 カヨ（すぎもと カヨ）
声 - 好村俊子/演 - 市川千恵子
あだ名：「おばあちゃん（ババア）」
亮太の祖母。死因は事故死。夕方、亮太を両親の元へ車で送る際にトラックの玉突き事故に遭い、転送される。加藤の説得によりスーツを着用するも、自分に置かれた現状をほとんど理解できない上戦闘力も皆無であり、亮太を守ることで精一杯である。亮太と共に民家のガレージに隠れるものの、田中星人の襲撃を受ける。亮太をかばうために田中星人に立ち向かうもまるで歯が立たず、スーツと三半規管を破壊され致命傷を負う。満身創痍の身になりながらも亮太を庇い続け（アニメ版では振り絞るような声で気遣う言葉も投げ掛けている）、最期は亮太を抱きしめながら息を引き取る。
アニメ版では姓が「杉原」になっている。
実写映画版ではスーツ未着用のままミッションのエリアに転送され、亮太共々田中星人に殺害される。
杉本 亮太（すぎもと りょうた）
声 - 小林由美子/演 - 春名柊夜
あだ名：「ガキ」
杉本カヨの孫。死因は事故死。小学校の終業式の帰りにカヨの家に通信簿を見せに行き、その帰りに事故に遭った。カヨ同様に自分に置かれた現状に理解できず、終始わがままを言っては彼女を困らせている。カヨと共に民家のガレージに隠れていたものの尿意を催し、用を足していたところを田中星人の襲撃を受ける。そして最期はカヨに抱きしめられながら死亡する。アニメ版ではカヨと共に欣二・春哉についていく形でミッションを放棄しかけるが、目の前で欣二の頭が吹き飛んだのを目の当たりにし、引き返した。
アニメ版ではカヨと同様に「杉原亮太」という名前になっている。
実写映画版ではスーツ未着用のままミッションのエリアに転送され、カヨを探し回っている間に田中星人とぶつかってラジカセを故障させてしまい、怒った田中星人にカヨ共々殺害される。
中島 康介（なかじま こうすけ）
声 - 永野善一
あだ名：「ゾクC」
根本の仲間の一人。4人の中でも特に血の気が多い性格。Xショットガンを間違えて西に向けて撃ったため（アニメ版では西の挑発に乗りXガンを撃ったため）、怒った西にXガンで頭を吹き飛ばされて殺害される。原作では死体がそのまま放置されていたが、アニメ版ではいつの間にか血痕ごと跡形も無く片付けられている。
実写映画版には未登場。
西川 信介（にしかわ しんすけ）
声 - 吉野貴宏
あだ名：「ゾクB」
根本の仲間の一人で、足の速さが自慢。根本・沼田とミッションを放棄して競争をした際、一足早くエリア外に出てしまったため、脳内爆弾が作動して爆死する。アニメ版でも同様に爆死するが、根本と対立した沼田に同行する過程に変更された。
アニメ版では下の名前が「欣二」に変更されている。
実写映画版には未登場。
沼田 春哉（ぬまた はるや）
声 - 鶴岡聡
あだ名：「ゾクD」
根本の仲間の一人で、肥満体。性格はかなり悪く、老人や子供にも容赦しない無頼漢である。根本と2人で玄野を脅して索敵に向かわせるが、ボス田中星人に足で掴まれて天高く持ち上げられ、そのまま首を引きちぎられた。
アニメ版では我の強さが前面に出されていた他、根本の性格変更も伴なって彼との関係に齟齬が生じている。根本とはミッション中に度々言い争い、歯を折られたため、欣二を引き連れて歯医者に行こうとした（が、欣二がエリア外に出て爆死したため、戻る羽目になる）。索敵の際のやりとりも彼1人が玄野と根本を脅すという展開に変わっていた。
実写映画版には未登場。

### あばれんぼう星人・おこりんぼう星人編からの参加者
桜丘 聖（さくらおか せい）
声 - 園崎未恵
あだ名：「美形」
母性本能の強い巨乳の美女。死因は事故・転落死。峠道でバイクを運転中、スピードの出し過ぎでカーブを曲がりきれず、ガードレールを突き破って転落して死亡し、転送される。本編では姓名非公開。
玄野に興味を持ち、いきなりのセックス要求に戸惑いつつも玄野の初体験の相手となる。キックボクシングのジムに通っており試合経験もあるなど戦闘能力は高く、自分の置かれた状況をある程度把握し、リーダー格であった加藤の指示を仰ぎ、チームワークを張るなど、優れた適応力・状況判断力を持つ。玄野を誰よりも意識し、自分を認めさせるため単身千手観音に挑む。優れた体術を駆使して剣を持っていた左手首を折り、水瓶を蹴り上げて酸を浴びせ狂時機を破壊に追いやって、一時は勝利を確信するが、不意に放たれた灯篭レーザーで体を貫かれて絶命する。公式ファンブックでは能力が高いにも関わらず死んでしまった要因として運のなさが挙げられ、パラメータでも運の低さが強調されている。
後のミッションにおいて玄野は岸本と共に彼女の再生も考えるが、結局は西が再生される。カタストロフィ編では、ガンツを生み出した異星人によって再生させられるが、すぐ消滅させられる。
年齢不詳だが、公式ファンブックでは「車の免許を持っているところから察すると20代前半ぐらいか？」と推測されている。
アニメ版では、髪型が三つ編みからシニヨンに変更されている。
原作では家族構成などの描写はないが、アニメ版ではかなり年の離れた映画マニアの兄がいる事が明かされている。
ゲーム版ではメインキャラクターに追加されている。あだ名は「たらこくちびる」。
実写映画版には未登場。
- 作者によれば、映画『トゥームレイダー』のヒロインを演じるアンジェリーナ・ジョリーに影響を受けた結果、生まれたキャラクターである。

東郷 十三（とうごう じゅうぞう）
声 - 白熊寛嗣
自衛隊員。死因は事故死。都内における重要な任務を終えた後、車での帰宅途中に酔っ払いの車に突っ込まれ、転送される。本編では姓名非公開。
一貫して寡黙な性格であり、必要最低限の会話しかしない。スーツに関心を示さず、武器だけを手に取るなど、自分の置かれた状況を理解していたわけではないが、ミッションエリアに転送された際は即座に状況を把握し、戦闘にも積極的に参加する。
狙撃の名手であり銃器の扱いに非常に優れ、Xショットガンの射程距離を測る余裕を見せた上で情報提供も行う。そして、スーツ未着用であるにもかかわらず、多数の星人を次々と撃破し仲間のピンチをも救うなど、ミッションそのものに多大な貢献を果たす。千手観音との戦闘では、始めは他の星人と同様にXショットガンで遠距離から狙撃するが、狂時機によって悉く再生されてしまい、さらには狙撃場所を見破られ灯篭レーザーによる反撃を受けるも何とか攻撃を躱し切る。その後は肉弾戦による奇襲戦法で挑み、あと一歩のところで灯篭レーザーによって返り討ちに遭い絶命する。
アニメ版でも、Xショットガンによる狙撃を繰り返し千手観音と交戦する。原作と同じように狙撃場所を見破られて灯篭レーザーの襲撃を受け、屋根の上で攻撃を避け続けたが、再度放たれたレーザーで身体を貫かれて死亡する。ゲーム版ではメインキャラクターに追加されている。あだ名は「自衛官」。
実写映画版には未登場。
- 作者の奥曰く「もしガンツのミッションに射撃のスペシャリストが参加したらどうなるのか？」という発想のもと生まれたキャラクターである。ネットではゴルゴ（デューク東郷）と呼ばれているが、発想的には殺し屋でもゴルゴでもありません、と述べている。

宮藤 清（みやふじ きよし）
声 - 伊藤健太郎
あだ名：「めがね」
レンタルビデオ屋の店員。元コンピューター会社の社員。死因は事故死。早朝、帰宅途中に歩道に突っ込んだスポーツカーに轢かれて転送される。
他の参加者に比べて冷静沈着で、緻密な観察眼で物事を論理的に捉えている。加藤の忠告に耳を傾けスーツを着用、柔軟にミッションに対応する。また、いち早くコントローラーの使用法を把握し、不可視状態になって千手観音を背後から狙うが看破され、灯篭レーザーで身体を分断される。直後に脳を食われて（アニメでは、ドロドロした物質に生きたまま取り込まれたような描写に変更されており、加藤が千手観音に追いついた際、既に宮藤が吸収された後で足元に眼鏡だけが転がっていた）千手観音と同化し、内面に秘められた凶暴性をさらけ出して加藤と激闘を繰り広げた挙句、相討ちの形となって死亡。
実写映画版には未登場。
近藤 裕太（こんどう ゆうた）
声 - 飯島肇
クラブのDJ。死因は事故死。クラブでDJを行った後に昼まで飲み、バイクでの帰宅中に誤って歩道に突っ込み、転送された。本編では姓名非公開。
渋谷では「DJコンタ」として、名の知れた存在である様子。当初は状況が掴めずにいるが、加藤の強引な説得でスーツとXガンを持ち込む。スーツ未着用で毘沙門天を撃破するが満身創痍となり、スーツの必要性を実感してこれを着用。千手観音に挑むも、苫篠ともども灯篭レーザーによって瞬殺されてしまう。
実写映画版には未登場。
苫篠 次郎（とましの じろう）
声 - 中國卓郎
中学生。死因は事故死。学校をサボり、渋谷で遊んでいたところをバイクに突っ込まれて死亡し、転送される。本編では姓名非公開。
いつも渋谷の街で遊んでいるようで、近藤とは互いに面識がある。DJに憧れ、なれた時は「トマオ」と名乗ろうと考える。ミッションでも近藤とともに行動する。途中からスーツを着用し、二人で千手観音を倒そうと目論むが、近藤ともども灯篭レーザーによって瞬殺されてしまう。
実写映画版には未登場。
JJ（ジェイジェイ）
声 - 青山穣
白人の初心者空手家。死因は事故死。空手の魅力に惹かれて1か月前から練習していたが、誤って転倒した際に頭部を強く打ち、そのまま死んで転送される。「素手でGANTZ最強王決定戦」という公式企画では第10位に挙げられた。本編では名前非公開。
徳川の説法に耳を傾け、加藤の忠告を蔑ろにするなど、自身の状況を把握できずにいるが、帰宅しようとした他のメンバーとは異なりミッションには意欲的である。スーツ未着用でありながら、自身の武術で仏像星人を数体撃破して己の拳を過信し、大仏撃破後は千手観音を守る仏像星人に闘いを挑む。持国天に正拳突きを放つも、防がれて右手首を折られ、それでもマウントポジションを取るが、その後ろにいた多聞天の蹴りで首の骨を折られて死亡。
実写映画版には未登場。
岡崎 明俊（おかざき あきとし）
声 - 遠藤純一/演 - 古澤裕介
ガンマニアのサラリーマン。休日に友人と河原でサバイバルゲームに興じていた最中、川に転落して溺死し、転送される。本編では姓名非公開。
肥満体型のおかっぱ頭で、迷彩服を着ている。銃器やサバイバルナイフといった武器類に精通していることから、Xショットガン2挺を携えて積極的に戦闘に参加し、星人に果敢に挑む玄野を尊敬の眼差しで見ている。風神を嬲り殺しにしたことで自信がつき大仏に挑むも（アニメ版では精神錯乱を起こして大仏に近寄ったため）あっさり捕まってしまい、そのまま為す術もなく頭から食い殺される。
実写映画版でも、原作とは風貌が異なるものの登場している。Xショットガン1挺だけを持って参戦しており、向かって左側のおこりんぼう星人に先制攻撃をかけて一発で粉砕するが、もう1体に踏み潰されて死亡。
徳川 夢想（とくがわ むそう）
声 - 楠見尚己/演 - 土平ドンペイ
あだ名：「ボウズ」
仏僧。宗派は不明。死因は事故死。愛車のフェラーリに乗り帰宅途中、飲酒運転が祟って事故を起こし、転送される。本編では姓名非公開。
テレビのバラエティ番組などに一時よく出演していたという経歴を持つ著名人。ガンツの部屋において、他の初参加メンバーに対し、宗教者としての観点から説法を行い、彼らの状況判断を狂わせる。説法を行うなど坊主らしい姿を見せる一方、本性は強欲そのもので、金や名誉や女を手に入れることを人生の目標としている。一人ガンツ部屋に取り残された際は神に救いを求めた。経を唱えておこりんぼう星人を静まらせようとするが、通用するわけもなくそのまま掌に押し潰されて死亡。
実写映画版では博物館の展示室に逃げ込むが、千手観音に斬殺される。
池 俊一（いけ しゅんいち）
声 - 白熊寛嗣
会社員。会社に向かう途中でスポーツカーに轢かれて死亡し、転送される。生前は会社で同僚や上司の不平ばかり言っていたが、徳川の説法を信じていたため、そんな自分が地獄に堕ちないかを心配している。ミッションを放棄してエリア外に出たため爆死する。
実写映画版には未登場。

### かっぺ星人編からの参加者
和泉 紫音（いずみ しおん）
演 - 久保田悠来（舞台版）
あだ名：「和泉くん」
玄野の学校に転入してきた高校生。黒髪のロングヘアが特徴。身長187cm、容姿端麗、学年トップの成績、黒人並の運動神経を持つ。そのため、転入先の生徒たちからは欠点らしい欠点がないと評されている。ただし、本人曰く（転校前は）男子校で、兄弟も男ばかりであるため、女性が苦手。
かつてはガンツ部屋の住人（リーダー）で、100点を獲得して開放された過去を持つ。だが、その万能さゆえに何事も上手くいき過ぎてしまい、興奮を感じることもできない退屈な日常を嫌悪するようになる。そんな時、いつしか西の運営するサイト「黒い球の部屋」に魅了されるようになる。そして、サイトに掲載されていた「くろのけい」という名前から辿り、玄野と同じ学校に転入。不良に袋叩きにされながらも平然としている玄野を見て、「くろのけい」と同一人物であると確信する。その後、学校に襲撃をしてきたチビ星人に自ら挑み、得体の知れない敵への恐怖よりも生死を賭けた戦いのスリルに歓喜。この経験から「黒い球の部屋」に一層執着するようになる。
その後、自室から小さな黒い玉が現れ、「できるだけ多くの人を連れて来るように」とミッションの参加条件を提示され、人殺しに躊躇しながらも遂には決意。黒人に扮して新宿大虐殺を敢行し、387人を殺傷する。学校で人気者を演じていたのは疑われないための保険であった。その後、都庁第一展望室にて小島を人質に取り、玄野を呼び出して銃による一騎討ちを行い、玄野に命中させるもXガンのロックオン機能により被弾・死亡し、再びガンツの部屋の住人となる。
優れた身体能力とスリルに対する欲求から、その戦闘力は非常に高く、スーツが破壊された状態でも数体の吸血鬼を撃破するほどである。ミッションでは誰とも協力せず単独で行動することが多い。戦闘では主にガンツソードを使用する。過去に氷川と戦ったことや、西とミッションを共にしたことがあるが、ガンツの記憶消去によって参加直後は漠然としか覚えていなかった。その後、迫り来るカタストロフィについては認識している。
菊地が吸血鬼たちに捕まった際、自らの命と引き換えに和泉の個人情報を漏らしたため、ミッション外で命を狙われることになる。オニ星人のミッション後、吸血鬼の襲撃に遭い、四人組の幹部のうち3人を次々と撃破してゆくが、そこに居合わせた涼子を庇い、氷川に背中を斬られる。その後、初めて涼子に心から向き合い、「ディズニーランドに行こう」と約束した後、眠るように死亡する。
作者の奥は栗山千明との対談で「まぁ、和泉はそんなに好きでもないですけど」と語っている。
なお、かっぺ星人編における新規の参加者は、パンダの開開（ホイホイ）以外は全て彼に射殺された者たちである。
ゲーム版では、100点獲得時に解放を選択した場合、玄野が解放後に原作の和泉のような人物に変貌し、新宿大虐殺を決意するというエンディングを迎える。また、実写版『GANTZ PERFECT ANSWER』のノベライゼーションでは、かつて「くろいボール」による指示で通り魔殺人を起こした「泉澤（いずみざわ）」なる男の存在が、西の口から語られている。
坂田 研三（さかた けんぞう）
あだ名：「アホの、、、」
桜井に超能力を伝授した男（超能力についてはGANTZ#超能力を参照）。常にサングラスをかけており、右目の下に泣きボクロがある。インターネットの掲示板で自殺予告した桜井を救うべく接触し、彼に「力」を与える。彼もまた、ある男から超能力を伝授された身である。桜井同様いじめられた経験があり、超能力を用いていじめた相手を殺した過去を持つ。性格は感化されやすく、桜井の正義感に心を動かされる局面もある。だが、人を自殺に追い込むような人間をクズと見なし「殺されて当然」と考え、新宿大虐殺の犯人の正体である和泉(坂田のみ超能力によるスキャンで見破っている)への襲撃の知らせが来ても、桜井に他のメンバーへ連絡を回すこともさせずに「死んで当然」だと見殺しにするなど、倫理面においてややシビアな面もある。（法に則れば死刑は確定の悪人であり、自分を殺した相手ともなれば流石に仕方のない所はあるが）桜井からは「師匠」と呼ばれているが、アホの坂田を連想させるためか、最初は嫌がっている。
死因は銃殺。新宿大虐殺で和泉と対決し、超能力を駆使するも死亡、転送される。かっぺ星人編ではスーツなしにもかかわらず、超能力を使い、多くの仲間を助けている。
桜井を再生させ共に生き残ろうと考える一方、メンバー間の「死んだら何度でも生き返らせようという姿勢」には否定的な見解を示し、自分の身体の限界も含め「（自分が死亡しても）生き返らせようなんて思うな」と桜井に言い残す。
人間の生と死に独自の見解を示す彼だったが、ぬらりひょんに襲撃された際には、仲間を逃がすため超能力でぬらりひょんの動きを止め、その時の負荷があまりにも大きかったせいか、鼻血だけではなく眼や耳などからも大量に血を流し死亡（ただし明確な死亡描写はなかった）。
初期は自分を「キムタクに似ている」と言うなど、やや自信過剰な発言をしている。これは作者の奥曰く、描いている途中に髪型が微妙にキムタクっぽくなったため、本人に言わせてみたという。なお作中、彼のトレードマークであるサングラスは一度も外す場面が無かったので、素顔は描かれていない。頻繁に髪型を変えており、それゆえかガンツの採点時に他のキャラクターは初参加時の姿の絵が終始表示されているのに対し、彼のみ毎回そのミッションに参加した時の姿で表示されている。
私生活についてはほとんど描写がないため一切不明。また、最初にガンツの部屋へ来た際に黒い球体に見覚えがあるような発言をしているが、こちらについても詳細は不明。
- 苗字の由来について奥は「桜井の師匠だから、師匠といえば坂田師匠」と述べている。

鈴木 良一（すずき よしかず）
声 - 池田秀一（GANTZ:O） / 演 - 田口トモロヲ
あだ名：「ハゲ」
頭髪の薄い中年男性。登場時は眼鏡をかけているが、戦いで破壊されてからはかけていない。死因は銃殺。新宿大虐殺で和泉の銃撃を受け、部屋に転送される。妻である花枝とは死別している。
玄野の指示でスーツを着ることになり、玄野をサポートしていく。思いやりのある優しい性格が、玄野や稲葉の能力を開花させることになる。玄野にとっても信頼のおけるパートナーであり、「おっちゃん」と慕われている。
オニ星人編で100点に到達した際には、自らの自由と引き換えに加藤を再生させる。それでも、ボスのオニ星人以降の強敵には、なす術もなく戦闘不能になることが多い。
ラストミッションにおいて窮地に立たされた稲葉を援護しようと駆け付け、稲葉を励ましながら戦うも、抵抗むなしく子供像に四肢をもぎ取られ、亡き妻の幻影に抱かれながら絶命する。ミッション終了後にレイカによって再生されかけるも、ガンツの不調子と、レイカ自身が想いを寄せる玄野のコピーの作り出すことを優先させたためそれも叶わなかった。カタストロフィ編では、ガンツを生み出した異星人によって再生させられるが、すぐ消滅させられる。
稲葉 光輝（いなば こうき）
あだ名：「稲葉」、「イナバ」
長身の美青年でデザイナー。四番目の彼女とデート中に和泉の銃撃で死亡し、部屋に転送される。実は戦士としては優れた潜在能力を持ち、その身体能力も決して低くはないのだが（後述）、生死をかけたミッションへの恐怖と自己への劣等感から、その能力を押し殺している。このため、敵をまったく撃破できずに終始傍観していることが多い。レイカに好意を抱き、リーダーシップを握る玄野をライバル視しているが、レイカからも玄野からも相手にされていない。当初はメンバーから慕われる玄野を嫉妬し一方的に対立するが、ミッションを重ねるうちに怯えて何も出来ない自分を尻目に、次々に星人を倒していく玄野を見て次第に評価するようになっていく。
ラストミッションの序盤では逃げ続け、石像たちに囲まれ窮地に立たされる。そのまま嬲り殺しにされかけるところを鈴木の増援により命からがら窮地を脱する。だが、恐怖と絶望感から戦う意欲を喪失してしまっており、何も出来ずに怯えることに終始。しかし、唯一自分を気にしてくれた鈴木の瀕死の姿を目にしたことから「このまま全滅させれば鈴木さんを助けられる」と、彼を救う決意を胸に激闘を繰り広げる。次々と星人を撃破していき、巨大な星人をも一人で撃破するほどの開花を見せるが、その直後に現れたダヴィデ星人に不意を突かれ、踏みつぶされる形で死亡。ガンツ部屋への転送を直前に控えた時の死であり、彼の前にいた玄野と加藤は彼の死を悔やんでおり、玄野は鈴木と共に彼の再生も望んだが叶わなかった。
開開（ホイホイ）
あだ名：「ホイホイ」
パンダ。メス。死因は事故死。日中友好の架け橋として、上野にある動物園で飼われていたが、タイヤ遊具から転落し、ガンツの部屋に転送される。ガンツには「やる気は感じられるのだが…」など、犬とは少し違ったコメントが送られている。犬同様に、ミッションではスーツを着せてもらっている。
和泉を気に入ったらしく、ミッション中はいつも付き纏っている（かっぺ星人編でじゃれている時には、和泉も満更でもなさそうである）。和泉のいないぬらりひょん編ではレイカのチームと行動を共にしている。ぬらりひょん編終了後はいつの間にか40点を獲得しており、これについてはメンバーの間で「パンダは案外、凶暴だから」といった推測が語られている。
ラストミッション終了後、部屋に転送されていないが死亡の描写はない。
大谷 貴（おおたに たかし）
大谷 治子（おおたに はるこ）
大谷 将貴（おおたに まさき）
夫である貴がリストラに遭い、それが原因で妻・治子と息子・将貴が実家に帰り、別居状態になっていた。そんな中、就職記念にと新宿に妻子を呼び出してランチにしようとした矢先に、新宿大虐殺に遭遇して3人とも死亡、転送される。
ミッション中、貴は妻子を守るべく1人でラプトルサンに挑み、苦しい戦いを強いられるも、相手が車に撥ねられて死んだため、どうにか3人とも生存する。しかし、転送直前に吸血鬼の銃撃で死亡。
立見 いずみ（たつみ いずみ）
白石 リカ（しらいし リカ）
ギャル風の若い女性で、バイト仲間の間柄。新宿に2人で買い物に来ていたところ、新宿大虐殺に遭遇して2人とも死亡、転送される。
ミッションでは、リカはエリア外に出てしまい爆死。いずみはかっぺ星人をいち早く発見して殴りつけるも、追い詰められたかっぺ星人が呼んだラプトルサンの集団に食われて死亡。
竹田 敏三（たけだ としぞう）
加藤 雄二郎（かとう ゆうじろう）
新宿歌舞伎町のホストクラブで働いており、源氏名はそれぞれ「優貴（ゆうき）トシキ」と「華光（はなみつ）ユウジ」。午前9時に仕事が終わり、帰りに2人でお茶しようとしていたところ、新宿大虐殺に遭遇して2人とも死亡、転送される。
敏三はラプトルサンの集団に食われて死亡。雄二郎は桜井たちの奮戦を傍観していたが、ラプトルサンの尻尾で胴体を切断され死亡。
森野 恵子（もりの けいこ）
大山 美紀（おおやま みき）
大学のサークルで出会った友人同士。美紀はガンツの部屋でレイカの存在を最初に発見するなど、ミーハーな女子大生。新宿駅南口で待ち合わせて映画を見に行く予定だったが、新宿大虐殺を始めた和泉に遭遇して2人とも死亡、転送される。
ミッションでは、恵子はラプトルサンの集団に食われて死亡。美紀はミッション終了まで生存するも、転送直前に吸血鬼の銃撃で死亡。
西田 明（にしだ あきら）
田村 哲夫（たむら てつお）
大学時代からの友人にして、2人とも35を過ぎた未婚者同士であり、かなりの映画マニア。新宿紀伊國屋書店で待ち合わせて映画を見に行く予定だったが、新宿大虐殺に遭遇して2人とも死亡、転送される。
ミッションでは、2人ともエリア外に出てしまい爆死。
岡田 弘（おかだ ひろし）
エアコン会社の従業員。業績が悪く、何日も1人で店舗回りをしていた。仕事で新宿東口を歩いていたところ、新宿大虐殺に遭遇して死亡、転送される。
ミッションでは、エリア外に出てしまい真っ先に爆死。
ショーン・ルイス
ネイサン・リッチ
ボブ・モリス
マイケル・コムズ
新宿歌舞伎町の怪しげな黒人クラブで働いており、ネイサンとボブは街頭で強引な客引きをし、マイケルはバーテンダーをしていた。仕事帰りに新宿駅方面に歩いていたところ、新宿大虐殺に遭遇して4人とも死亡、転送される。
ミッション終了まで生存するも、転送直前に吸血鬼の銃撃で死亡。ボブは黒髪の男に血を採られる。

### ゆびわ星人編からの参加者
富岡 穣治（とみおか じょうじ）
サングラスを掛けた色黒の青年で、渋谷で遊ぶチーマーたちのリーダー格。死因は事故死。4人の仲間と共に車で女子大生（浦中アヤカ）を強姦している際、芳賀の運転ミスによって起きた交通事故で6人そろって死亡、転送される。いつも渋谷付近で女性を物色しては似たようなことをしてきたとのこと。
殺人をものともしない冷徹な和泉に賛同し、玄野や多恵を殺そうとするが、Xガンのチャージショットでスーツを壊され退散。結果として玄野に仲間を2人殺されることになる。オニ星人編では、オニ星人の幹部に遭遇し戦闘を挑むも、火炎属性型の幹部に瞬殺されてしまう。本編では名前は非公開。
浦中 アヤカ（うらなか アヤカ）
女子大生。死因は事故死。大学の飲み会の後、友人とはぐれ深夜の渋谷を徘徊していた際に富岡ら5人のチーマーたちに目をつけられ捕まり強姦され、その間に起きた交通事故で転送される。
富岡たちに強い敵対心を持っているが、戦闘能力は皆無に等しく、富岡に攻撃することもできず従順に従う。オニ星人編において、富岡らと共にオニ星人の幹部に戦闘を挑むも、火炎属性型の幹部に瞬殺されてしまう（死亡の描写は無い）。
三河 直一（みかわ なおいち）
富岡ら5人のチーマーたちのサブリーダー格。
玄野を追い詰めるも、Xガンのチャージショットでスーツを壊され退散。オニ星人編において、富岡らと共にオニ星人の幹部に戦闘を挑むも、火炎属性型の幹部に瞬殺されてしまう。
芳賀 綾太郎（はが りょうたろう）
富岡の仲間の1人で、丸刈りに恰幅の良い体型をしたベレー帽を被った青年。彼とは高校時代から仲が良く、いつもつるんでいた腐れ縁だった。自分では親友だと思っているが、実際には運転手をさせられるなど便利に使われている。
玄野を追い詰めるも、Xガンのチャージショットでスーツを壊されたうえで両脚を破壊される。部屋に戻っていないことから、そのまま失血死したと思われる。
岩本 薫（いわもと かおる）
富岡の仲間の1人。1年ほど前、渋谷で富岡に出会い意気投合して、仲間に加わった。彼等とつるんではいるが完全に信用はしていないらしい。
ミッション初参加後、他メンバーたちが生還できたことを喜んでいる中唯一仲間の上田が死亡したことを玄野たちへ怒りを交えながら問い詰めていた。
小島多恵編では、富岡達と共に和泉側につく。多恵を発見して殺そうとするが、ステルス機能ですぐそばに潜んでいた玄野に殴り飛ばされ、意識を失ったまま死亡。
上田 義治（うえだ よしはる）
富岡の仲間の1人。中学時代からの友人である岩本の誘いでグループに加わった。
ゆびわ星人のミッション中、コントローラーを面白半分で操作し透明化して遊ぶが、その際一般人に見える周波数になった一瞬に小島に撮影され、ガンツの存在を公開したとみなされ脳内爆弾が作動し、爆死する。

### オニ星人編からの参加者
サラリーマンたち
レイカと共に行動することにした、4人のサラリーマン。「永島（ながしま）」と呼ばれる男は、レイカが避けた一般オニ星人の酸を被ってしまい死亡。もう1人は別の一般オニ星人に降伏するが、聞き入れられず酸を浴びせられ死亡。残る2人も、不定形属性型の幹部に入り込まれてしまい、体を内側から破壊され死亡。

### ぬらりひょん編からの参加者
氷川（ひかわ）
黒髪の女
吸血鬼（バンパイア）を参照。
青年A
青年B
青年C
3人ともエリア外に出てしまい、爆死。

## 大阪チーム
大阪周辺在住者にて構成されるチーム。当時の東京チームに比べ、冷酷かつ好戦的な者が多い。命乞いをする敵を平然と殺害したり、女性型の敵をレイプしたり、斬首刑を行った後でその首を掲げての記念撮影や、さらには幼女の姿をした敵であろうとも取り囲んで銃殺するなど、極めて常軌を逸脱した行動を取る者もいる。また、古参メンバー全体が一貫して命をチープなものとして見ており、生に対する執着が希薄な者も多い。むしろ、ミッションを純粋な「狩り」として楽しんでおり、「一般市民を守るため」「生き残るため」といったことに対して全く価値を置いていない。大半の者がミッション前およびミッション中に麻薬（覚せい剤または大麻）を使用している。
100点達成時に獲得した「より強力な武器」を複数所持し、実力者も多いものの、強力な敵は岡1人に任せている。ぬらりひょん編では桑原を除いた主力メンバーが全滅、新規参加者は眼鏡の高校生を除いた全員が死亡する。最終的にミッションを生き残ったメンバーは桑原、中山美保、山田スミ子、眼鏡の高校生の4名のみ。
『GANTZ/OSAKA』では大阪編終了後、眼鏡の高校生を除いた3名が主力メンバーの全滅を受け、ガンツからの解放を選択している。
なおメンバーは、大部分が吉本興業所属（または出身）のタレントと同姓同名である。
眼鏡の高校生
あだ名：「童貞」、「童貞くん」（杏からは「メガネくん」と呼ばれている）。
本名不明。大阪ガンツチームの新規参加メンバー。眼鏡をかけた17歳の高校生で、初期の玄野のよりも平凡な少年。性格は臆病だが、内心では正義の男に憧れを抱いている。同級生の友人と共に帰宅中、幅寄せしてきたトラックに轢かれ死亡、共に転送される。牛鬼の攻撃に遭遇して生き延びたものの同級生の友人が目の前で死亡、1人で隠れていたところを妖怪たちに見つかるが、花紀に救助される。それからしばらく彼と共に行動し、ぬらりひょんたちの集合する地点まで到着しサポートを担当するも、ぬらりひょんの目の光線で花紀が死亡し、再び孤立する。天狗・犬神・牛鬼といった強敵に殺されかけ、妖怪の大群にも襲われるが、ぬらりひょんの頭部を拾い目から発射される光線を使って天狗たちを追い払い、妖怪の大群を撃破するといった健闘を見せる。それでも牛鬼の攻撃でスーツを破壊され、辛くも逃れたところを自衛隊に星人と間違われて射殺されそうになるが、加藤に救われる。
その後も加藤や東京メンバーたちに助けられながら星人たちの猛攻から生き延び、重傷を負うこともなく無事に生還を果たす。玄野のように加藤の勇姿に憧れ、ミッション終了時には、100点クリアを目指し山咲を再生させることを誓う。
『GANTZ/OSAKA』では、大阪版の主人公。ぬらりひょん戦終了後に80点の高得点を獲得していたことが発覚。さらにラストミッションにも参加しており、新たなメンバーとなった幼い少女を守りながら、拾ったXショットガンやZガンによる狙撃で奮闘。途中で右腕を破壊されるも、その直後にミッションは強制終了し見事生還。合計点数が135点となり、加藤との約束通り山咲の再生を選択する。
カタストロフィ編では、玄野たちの全国ガンツ中継による呼びかけに応じて加藤と再会を果たし、彼に山咲の再生を涙ぐみながら伝える。拠点突入時には山咲や加藤らと行動し、その過程で右足を失うも生き延び、ガンツのシステムを生み出した異星人と邂逅。ガンツの真実を知る。
山咲 杏（やまさき あんず）
声 - M・A・O（GANTZ:O）
黒髪のショートヘアをした端正な顔立ちの女性。23歳。3歳の息子と二人でアパートに暮らしているシングルマザー。加藤を偽善者呼ばわりして嘲笑し、その後を付け回すが、勇敢に人助けをする加藤の姿を見て、徐々に彼を意識し始める。その後、加藤の弟と自分の息子、そして加藤と自分との四人暮らしを加藤と約束し、共に生還することを誓い合うが、加藤および東京メンバーとの連携によるぬらりひょんとの死闘の際、襲いかかるぬらりひょんから加藤を庇い、光線の直撃を受けて死亡。『GANTZ/OSAKA』では最終的に100点を獲得した眼鏡の高校生に無事再生される（ただし、再生の瞬間は描かれていない）。カタストロフィで玄野たちの全国ガンツ中継による呼びかけに応じ加藤と再会を果たし、喜びを分かちあう。その後も加藤らと行動を共にし、ガンツのシステムを生み出した異星人と邂逅。ガンツの真実を知る。
『GANTZ/OSAKA』では成人向け漫画家として、アシスタントと共に活動している様子が描かれている。
桑原 和男（くわばら かずお）
あだ名：「ド変態」
筋肉質で、ルーズミディアムのヘアースタイルに短い顎鬚を生やしている色男。通称「クワバラ」。セックス依存症であり、ミッション中であってもそこに「女」がいれば、星人であろうと見境なくレイプする（ぬらりひょん編では、ろくろ首、二口女、女体変化したぬらりひょんをレイプする）ことから、山咲杏から「超ド級変態」と評される。3回100点クリアの実力者。
ミッションにおいてガンツスーツを半分脱いだ状態や全裸の状態で、星人の攻撃をいともたやすく回避し、かなりの余裕を見せた上で圧倒するなど、人並外れた身体能力と戦闘センスを持つ。また、島木が戦死した後に、分裂・増殖したぬらりひょんに一度は取り込まれるも、女体化したぬらりひょんに欲情、レイプし精神的大ダメージを与える。しかし、ぬらりひょんに密着していたために両手足を押し潰されて喪失してしまい、そのまま瀕死に陥って墜落したところを加藤に助けられる。その後は杏と東京メンバーの共闘によってぬらりひょんが撃破され、無事生還することとなる（その時スーツを着てなかったので、転送後も全裸のまま）。
吉本興業に同姓同名のタレントがいる。
『GANTZ/OSAKA』では小さな子供たち（小学生か中学生かは不明）に慕われている英語塾講師という意外な素顔が描かれている。ぬらりひょん撃破後、4回目の100点クリアを達成。大阪の主力メンバーが全滅したため潮時と感じ、ガンツからの解放を選択。そのまま姿を消している。
岡 八郎（おか はちろう）
声 - ケンドーコバヤシ（GANTZ:O）
大阪ガンツメンバー最強の実力者。パーマのかかった黒髪に浅黒い肌。長身で精悍な顔立ちをしている。7回100点クリアしており、過去に100点の星人を1人で倒したこともある。自称「ピンポンと空手(通信教育)の経験者」。巨大ロボットと飛行ユニットとZガンを所有し、自身はハードスーツに身を包んで戦う。その実力は、強豪の桑原をして「（自分たちが倒せなくとも）どうせ岡がやってくれる」と言わしめるほど。最強クラスの実力を持ちながらも、終盤までステルスで戦況をうかがうなど慎重な面を持つ。また、ぬらりひょんとの戦いの最中にその弱点を見抜くなど、洞察力にも優れる。牛鬼を倒した後、ぬらりひょんと死闘を繰り広げるが「倒すにはリスクが大きい」と戦線離脱し、姿を消す。その後、最終変身を遂げたぬらりひょんに追跡され、あっけなく殺されてしまった。その衝撃的な最期は、ぬらりひょんとの戦いを控えた加藤を戦慄させた。
吉本興業出身の同姓同名のタレントがいる。また、戦闘中の決め台詞も彼の持ちネタと共通する。ビジュアルモデルは俳優の松田優作である。
『GANTZ/OSAKA』では銀行員を務めている様子が描かれており、眼鏡に七三分けとミッション時とは大分印象が異なる
室谷 信雄（むろや のぶお）
声 - レイザーラモンRG（GANTZ:O）
大阪ガンツメンバーのリーダー格。通称「ノブやん」。坊主頭で長身。我が強い上に無茶苦茶なことをしでかす性格と評されるが、4回100点クリアするほどの猛者である。凶暴化した天狗を追い詰めるが捕まってしまい、島木と桑原に必死に助けを求めるも拒否・軽蔑されて見捨てられ、そのまま全身の骨を砕かれ瀕死状態に陥る（ただし島木と桑原も室谷が本当に死ぬとは思っていなかったようで、声をかけても返事をしなかった時には動揺していた）。
吉本興業出身の同姓同名のタレントがいる。
『GANTZ/OSAKA』では牛丼屋の吉宗家の店員として、島木と共に働いている様子が描かれている。ミッション終了後に転送されておらず、死亡が判明する。
島木（しまき）
声 - レイザーラモンHG（GANTZ:O）
黒い肌に長身のスキンヘッドといった厳つい風貌。通称「ジョージ」。山咲には「いちびって（調子に乗って）アホはやらん方」と評され、大阪ガンツメンバーの中では冷静沈着な性格をしており、3回100点クリアの実力者である。室谷が天狗と相討ちとなった後、犬神と戦闘になり、一時桑原も参戦していたが最終的に単独で犬神と死闘を繰り広げこれを撃破。その直後に桑原と共闘してぬらりひょんと交戦。ソードでの攻撃を軽く躱され、背後から不意をついて絞め殺そうとするが、巨大な女体と化して分裂と増殖を繰り返すぬらりひょんの内部に取り込まれてしまい、脱出しようとあがくも全身を押し潰されて死亡する。
吉本興業出身の島木譲二というタレントがいる。
『GANTZ/OSAKA』では牛丼屋の吉宗家の店員として、室谷と共に働いている様子が描かれている。
花紀 京（はなき きょう）
ガンツバイクを操る美青年。長髪で中性的な顔立ちをしている。通称「キョウ」。ヤク中で、頭がおかしくなっていると評されているが、2回100点クリアした実力を持つ。戦闘時は星人を蹴散らしながらバイクで進んだり、四肢を破壊して命乞いさせた上で殺すなど、かなり陰惨な戦い方をする。しかし一方で、ピンチに陥っているメンバー（ぬらりひょん戦では眼鏡の高校生）を助けるといった協力的な面も見せる。その後は彼と協力して100点の星人を探し回り、Xガンにノートパソコンを繋いで星人のスキャンなどを行っている(原作者のTwitterによると、このデバイスは花紀が自作した物とのこと)。ぬらりひょんを倒そうと狙撃するが、薬物切れのためか指が震えて撃ち損じてしまい、光線で頭部と肩を破壊され死亡。
吉本興業出身の同姓同名のタレントがいる。
『GANTZ/OSAKA』では、私服で街を徘徊している姿が描かれている。他のメンバーたちと違い、勤労・通学している姿が描かれていない。
平 参平（たいら さんぺい）
声 - 津田健次郎（GANTZ:O）
原 哲男（はら てつお）
声 - 小川輝晃（GANTZ:O）
木村 進（きむら すすむ）
声 - 小野坂昌也（GANTZ:O）
山咲の紹介によると「ドSの3人」。いつも3人で行動をともにしており、戦闘中も口数が多く殺戮を楽しんでいる場面が多く見受けられるが、いずれも1回100点クリアを経験している。ストレートの長髪、ウェーブのかかった長髪、坊主頭の3人組で、いずれもサングラス・口ヒゲ・顎ヒゲが特徴。般若と小面との戦闘で全員死亡（ストレートは般若に胴体を一刀両断され、ウェーブは小面に一蹴された後で騙し討ちをかけようとするも般若に斬首され、坊主頭は吸血鬼の2人にスーツを壊されたうえで袈裟懸けに斬られる）。
『GANTZ/OSAKA』では店のDVDコーナーで3人共に働いている様子が描かれている。
いずれも吉本興業出身の同姓同名のタレントがいる。
中山 美保（なかやま みほ）
あだ名：「ミポリン」
山田 スミ子（やまだ スミこ）
あだ名：「スミちゃん」
室谷、島木の彼女。共に100点クリア経験者である。ある程度の点数は稼いでいるものの、戦闘には積極的に参加しようとせず、仲間や自分たちの彼氏の戦闘の様子を傍観している。室谷たちがやられた時も取り乱し絶望していたが、終始傍観に徹していた。
ミッション終了後、2人して100点クリアを達成。主力メンバーの全滅により留まる意味を失い、2人とも解放を選択する。
いずれも吉本興業出身の同姓同名のタレントがいる。
ちえ
ラストミッションで大阪チームに追加され、生還する。

## カタストロフィ編
カタストロフィ発生後、東京チームのメンバーは玉男と連携し、黒玉を通じて全国各地のチームと通信を行う。東京に降り立った宇宙船に大勢の人々が囚われているという事実を伝え、救出を行うために共に戦ってくれることを望み呼びかける。それに応じた8人の男女が部屋へ転送され、新たなメンバーとして参戦する。新生東京チームはガンツの転送機能で宇宙船内部へと侵入し、設備の破壊と人命救助を開始する。
玄野計（複製）
レイカがガンツに頼んで再生させた2人目の玄野。自身が本物の玄野計のクローンだと自覚しており、レイカに呆れつつも、ガンツに複製された岸本恵のように行き場の無い者だと自覚しレイカと同棲、状況に適応していく。ガンツを生み出した異星人との邂逅まで東京チームを率いた。
レイカの「闘って一人でも多く人の命を助けてから死にたい」という発言に対し、「闘って人も救って俺たちも生き残るんだ」と返答したが、レイカの死後は暗い表情を見せていた。その後、ガンツのシステムを生み出した異星人と邂逅し、ガンツの真実を知る。彼らの手で再生させられたレイカたちをすぐ消滅させられ、激昂してガンツソードで真理の部屋の異星人に切りかかるも、一瞬で消滅させられた。
眼鏡の高校生
大阪チームを参照。
山咲 杏（やまさき あんず）
大阪チームを参照。
武田 彪馬（たけだ ひょうま）
神奈川チームから参戦した新メンバー。長い黒髪が特徴的な美青年。宇宙船に囚われた人々を皆で救おうというレイカの声に応え、神奈川からただ一人参戦した。加藤に対し、レイカと付き合っていないかどうか問いただすなど、レイカに好意を抱いている。参戦した理由も人助けよりレイカが目当て。集まった新メンバーの中で唯一Zガンを所持している。後にガンツのシステムを生み出した異星人と邂逅、ガンツの真実を知る。
前嶋 龍二（まえしま りゅうじ）
広島チームから参戦した新メンバー。体格は小柄だが、白髪で強面な風貌をしている。武器を所持している描写はあるが、戦闘では主に素手で戦い、アッパーやストレートなどの強烈なパンチ攻撃が武器。皆で一人でも多くの人間を救おうという玄野の呼びかけに共感し参戦した。口数は少なく寡黙だが、人を助けることに意欲的な態度を見せている。後にガンツのシステムを生み出した異星人と邂逅、ガンツの真実を知る。
メアリー・マクレーン
玄野の呼びかけに応え参戦したメンバーの一人。出身地は不明。金髪で端正な顔立ちをした美女。名前・容姿共に外国人のようではあるが、本人はそれを否定し英語も喋れないとしている。素手での戦闘力が非常に高く、膝蹴りや回し蹴りなどの蹴り技が得意。本人曰く格闘一筋。風にキスをするなどの親近感や恋心などの好意がある。後にガンツのシステムを生み出した異星人と邂逅、ガンツの真実を知る。
関根 誠人（せきね まこと）
京都チームから参戦にした新メンバー。眼鏡をかけ知的な顔立ちをしている。流暢な英語を駆使し、アメリカ・ニューヨークチームとの通信を行う。仲間たちと共に人命救助を行っている最中、二人の子供が運んできた怪物が突如破裂、その中から現れた光源体に触れてしまい、腕に腫瘍が発生。吉川に腕を斬るよう頼み腕を喪失するも、腫瘍が全身に転移してしまい怪物化、そして彼の意思とは無関係に仲間を次々と攻撃する。最期は玄野によってZガンで倒され、「ありがとう」と呟き、仲間たちにとどめを刺され死亡した。
吉川 海司（よしかわ かいじ）
群馬チームから参戦した新メンバーで、年齢は25歳。短髪で精悍な顔立ちをしている。玄野たちの呼びかけに応え、死を覚悟で参戦する。戦闘スタイルはガンツソードの二刀流であり、華麗な剣捌きを武器に敵へ特攻を仕掛ける。東京のガンツメンバーの面構えを気に入り、彼らと命をかけて戦う意思を見せるが、ガンツの機能の大半が使用不能になっていることを知っており、それを知らない東京メンバーに呆れていた。後にガンツのシステムを生み出した異星人と邂逅、ガンツの真実を知る。
矢沢 年男（やざわ としお）
北海道チームから参戦した新メンバーで、招集されたメンバーのうちで唯一の中年男性。風を自分と同年代だと勘違いし、「オッサンどうしヨロシク」と彼との共闘を誓った。後にガンツのシステムを生み出した異星人と邂逅、ガンツの真実を知る。

## 財閥チーム（ガンツ制御者）
ガンツを支配する最高組織。ガンツの構造と機能を完全に把握し、自在に制御・操作する。ガンツが死者たちに強制してきた星人との理不尽な戦闘の黒幕である。マイエルバッハが異星人から得たガンツやガンツウェポンのテクノロジーを買い込み管理しており、かなり以前より来るべき巨人族との戦争のための準備を整えていた。日本の制御者は財閥チームの8人で、全員が男性。彼らはガンツを自在に操作･設定するだけでなく、ガンツメンバーの行動全てを掌握し、生殺与奪の権利さえ有している。ガンツによって再生された玄野たちとは違い、彼らに死亡歴は無い。彼らの目的は襲来してきた巨人族を絶滅させ、その功績と名誉によって異星人の計り知れない高度なテクノロジーおよび莫大な富を独占し、地球の支配者となることであり、各国の制御者はこの目的成就を競い合っている。
財閥チーム指揮官
鋭い眼光と口髭が特徴の中年男性。ガンツメンバーを強制的に自らの元に転送させた後、巨人族の宇宙船内で奇襲を仕掛けるよう命令を下す。名前や素性の一切が不明であり、軍人（自衛官）でもない。ガンツウェポンの訓練を相当に積んでおり、巨人族の宇宙船内においてガンツスーツとハードスーツの腕部だけの装備でありながら、格闘戦で巨人族の上級兵士を一度に2人も相手に顔色一つ変えず圧倒し、そのうちの1人を撃破するほどの実力を誇る。冷静沈着かつ非常に冷酷な性格であり、巨人族の一般市民を躊躇なくXショットガンで殺害したり、同胞であるガンツメンバーの命でさえただの道具としか見ておらず、玄野たちを問答無用でガンツロボットのコックピットに転送し、空間圧縮装置に向けて特攻させるなど、非道の限りを尽くす。だがその最期は呆気なく、財閥チームの幹部たちが集まるオフィスビルでガンツロボット隊の特攻を観賞していた際、ガンツをハッキングし転送されてきたキマイラたちに襲撃され、丸腰のまま何一つ反撃出来ずに死亡する。

## 吸血鬼（バンパイア）
元々は人間であるが、ウイルスに似た働きを持ったナノマシーンが体内に侵入することによって、細胞が入れ替わり吸血鬼に変わるとされている（全ての細胞が入れ替わるには数週間かかる）。ナノマシーンの起源は数百年前から出現し始めたらしいということのみで詳細は不明。常に黒い服を着用している。縮退した瞳孔と発達した犬歯が特徴で、人間と同じ通常の食事でも身体の維持は可能だが、恒常的に血液を摂取しないと慢性的な頭痛と背中に蝙蝠の翼のような形状の湿疹が発現する。ガンツスーツ装着時の人間に比肩し得る高い身体能力、体組織の一部を変質させ銃器や刀剣を生成して分離する能力を持つ。十字架や大蒜などに代表される吸血鬼の弱点を持たないが、太陽光もしくはそれに近似する光線は致命傷となる。皮膚を強化する高価な薬を服用せずにそれらの光線を照射されると、一瞬で全身の組織が乾燥し粉砕されてしまう。人間社会への順応が深く高度に組織化されており、吸血鬼化して間もない者に対する講習セミナーや光学周波数可変レンズ（コンタクトあるいはサングラス）の開発など、ガンツチームと敵対する活動を展開し、スーツの破壊方法も熟知している。ミッション外でもしばしばガンツメンバーを襲撃するが、多数の吸血鬼が和泉と玄野によって殺害され、戦闘要員の大半を失う。
組織内で高い地位に就いていると思われる4人は、並の吸血鬼より戦闘能力が高く、戦闘の直前でも格闘技について議論を交わすほどの余裕を持つ。対かっぺ星人ミッション終了直後、ガンツメンバーを急襲する。
四人組のうち氷川以外の3人は、木多康昭の漫画『喧嘩商売』（『週刊ヤングマガジン』連載）にもネタとして登場している。また、ゲーム版でチビ星人戦の後に黒服の男として登場・襲来しているが、声優は不明。
氷川（ひかわ）
声 - 神谷浩史（ゲーム）
あだ名：「ホストざむらい」
吸血鬼のリーダー格。和泉に劣らぬ長身に金髪（小説版では青白い髪）というホスト風の美男子。吸血鬼の組織でもトップクラスの実力者である四人組の1人で、驚異的な反射神経と体術を誇る。和泉やぬらりひょんなど、作中でも戦闘力が高い部類に入るキャラクターと交戦することが多いが、作中で戦闘相手の攻撃を受けたのは大阪編で小面に人差し指を斬られた時のみである。冷徹非情でやや寡黙。極度のヘビースモーカーであり、戦闘中でも煙草を口から放さない。仲間との格闘技談義では、ジークンドーやナジーム・ハメドなどマイナーな類いを最強として推す。過去のミッションにおいて和泉と接触し剣を交えたこともあるが、和泉がガンツ部屋に転送されたために決着がつくことはなかった（小説版の追加エピソードであるジーンズ星人戦に記載）。
ミッション外で和泉と玄野を殺害し、鈴木が転送される際その身体に接触し、共にガンツの部屋に転送され、ぬらりひょん編よりミッションに参加することになる。本来は吸血鬼としてガンツメンバーを根絶やしにするという目的があり、立場の違いからミッションそのものには基本的に非協力的。しかしミッション参加の時点で、頭部にメンバーと同様に爆弾を埋め込まれている他、ガンツメンバーを識別する信号を出しているため、自衛のために止むを得ず戦闘に参加。般若・小面との戦闘で女吸血鬼とともに負傷し、ミッション終了時の回復を目的として自発的に戦うことを決意する。最終決戦の際にぬらりひょんを背後から強襲し、至近距離での死闘を繰り広げ、討伐に大きく貢献した。ラストミッションでは拾ったZガンで応戦し、無事に生還。ガンツ空間から解放された。その際、女吸血鬼が玄野たちを全滅させる計画を遂行するか問うたが、機を逸したことから興味をなくし、姿を消した。カタストロフィが終わりかけるころには、玄野とイヴァ・グーンドの決闘をモニター越しに観戦する。
本編では姓名ともに非公開であり、「氷川」という名前も『GANTZ/MANUAL』の初版で唐突に出てきた上に第2版以降は削除されていたため、正式な名前は不明のまま。本項では便宜上、彼の名前は「氷川」で統一する。
ゲーム版では二丁拳銃で戦う。
短髪の男
吸血鬼の組織ではトップクラスの実力者である四人組の1人。丸刈りに近い短髪で、常にサングラスをかけている。戦いでは主に、拳銃を使った後方支援を担当する。仲間との格闘技談義では、相撲を最強として推す。
和泉を襲撃した際は武器を取り出さずに和泉を取り押さえようとしていた。和泉の斬撃を跳んで避けるが、着地直前に胴体を切断され死亡。
ゲーム版では刀で戦う。普段は1振りしか使わないが、時々二刀流になる。
黒髪の男
吸血鬼の組織ではトップクラスの実力者である四人組の1人。ラテン系の顔立ちで、長めの黒い縮れ毛が特徴。日本刀を使いこなす実力者。仲間との格闘技談義では、ボクシングを最強として推す。相撲に関しては「裸のデブに何ができんだよ」と否定的。
和泉を襲撃した際は武器を取り出さずに格闘戦をしかけていた。スーツを破壊するが、惜しくも胴体を切断され死亡。
ゲーム版ではナイフで戦う。遠距離だと投げてくる。
白髪の男
吸血鬼の組織ではトップクラスの実力者である四人組の1人。スラヴ系の顔立ちで、寡黙な老人。見ての通り四人組で最年長であり、大柄な体を駆使した格闘戦が得意。仲間との格闘技談義には加わらない。
和泉を襲撃した際はサブマシンガンで援護射撃を加えていた。和泉の斬撃を跳んで避けようとするが、タイミングが遅れて両脚を斬られてしまい、そのまま地面に倒れかけたところで首も切断され死亡。
ゲーム版では回転弾倉式のグレネードランチャーで戦う。
黒髪の女
あだ名：「きるびる」
長い黒髪の女吸血鬼。初登場時は人間の女性であり、吸血鬼のクラブにて捕獲され本来食用とされるはずであったが、吸血鬼化して再登場、氷川と行動を共にする。星人の共通言語は解さない。玄野を襲撃後レイカに接触、ともにガンツの部屋へ転送されガンツメンバーとしてミッションに参加することになる。吸血化して間もないが、早くも掌から刀剣を生成する能力を獲得している。ただし戦闘能力は氷川に比べると数段劣り、ぬらりひょん編では小面に不意討ちを受け左腕を切られてしまう。ラストミッション終了後にガンツ空間から解放された後は、氷川とともに姿を消した。カタストロフィが終わりかけるころには、玄野とイヴァ・グーンドの決闘をモニター越しに観戦する。
モデルは女優の栗山千明。本編でも姓名ともに非公開。なお、作中に登場する吸血鬼の中では氷川と彼女だけがネクタイを着用している。
斎藤 一騎（さいとう かずき）
吸血鬼の実力者の一人。坊主頭で、上半身裸の上にスーツの上着を着ている。渋谷で和泉たちを襲撃した実行グループのリーダー格で、その実力から他の吸血鬼たちの信頼も厚い。和泉と日本刀での死闘を演じ、敗北して死亡した。
本編では「斎藤さん」としか呼ばれておらず、フルネームは『GANTZ/MANUAL』で判明。
玄野 アキラ（くろの アキラ）
玄野計の弟。14歳にして身長180cmの長身を誇る美男子。学業も優秀であり、運動神経も高い。さらに年上の女性と交際している上、親からも寵愛されているなど、全てにおいて兄とは対極的な万能人間。出来が良くない上に社交性に欠け、弟の自分より遥かに見劣りする兄・計を敬遠していた描写があるが、吸血鬼の弱点や襲撃に関する警告をしたりと、兄思いの一面も見せた。
突如吸血鬼化した後、組織内でも頭角を現しつつあったが、吸血鬼として馴染みきれず、玄野に吸血鬼の情報を洩らしたため首を刎ねられて殺される。

## 巨人族
カタストロフィ編で地球に侵略を開始してくる巨大な異星人。本来ガンツは、彼らと戦うべく製造されたものである。彼らは地球人と酷似した体形であり、四肢を持ち、二足歩行をする。だが眼球は地球人と同様に顔面の二つのほか左右こめかみに一つずつあり、合計四つある。指を手足それぞれ六本ずつ持つ。耳はこめかみにある眼球のさらに上の頭部にあり、馬のような形と位置である（初登場時はこめかみの眼球の横についており形も人間のものに似ていたが、話が進むにつれ上部へずれていった）。鼻腔が四つある。生殖器も地球人とは異なり（通常時は1本で人間の男性器に棘の生えたような形状、生殖時はそれが伸びた上で3本になる模様）、何より地球人とは比較にならないほどの巨大な体躯を持つ。軍人であれば両手を組んでピストル状にかざすことにより電撃を発射することが出来る。地球人を超えるテクノロジーと戦力を持ち、アーマードスーツや戦闘ロボットなどを使用し、進撃してくる。巨大な宇宙船の中に『空間圧縮装置』によってさらに巨大なコロニーを形成し繁栄しており、文化や社会生活などは地球の先進国における人々のそれと非常に酷似している。彼らは地球人を『小動物』や『虫』程度にしか認識しておらず、宇宙船ごと地球に着陸させると問答無用で戦闘と殺戮を開始し、同時に捕獲した地球人を宇宙船に持ち去り屠殺したり、巨人の軍人の中には屠殺場での処理された人体だけでなく、捕獲された地球人を生きたまま背中を切り裂き、指で内臓を抉り出してからスープのような液体に漬けて生のまま食べる者さえいる。また彼らは娯楽のため、地球人を動物園のような施設に監禁して見せ物にしたり、狩場に放って銛を打ち込み、引きずった挙句に捕らえ、生きたまま首をもぎ取るという残虐行為を家族連れで楽しんだり、宇宙船内に連れ込まれた地球人たちが生物兵器と戦い、虐殺されていく光景に爆笑しながら鑑賞もする。彼らは地球に侵攻してくる以前に移住先に定めた惑星があり、侵略を試みるも撃退されてしまい、再び宇宙難民となっていた。最終的にはイヴァ・グーンドが玄野との決戦にて討ち倒され、生き残りの上級兵がスペースコロニーを自爆させたために巨人族は絶滅した。
フラ・ララダ
巨人族の一般市民の女性。眼鏡を掛けておりキャリアウーマンらしい風貌をしている。地球人類を弱い種として「虫」と呼び卑下していたが、愛する多恵を救出するため命懸けで戦う玄野の一途な姿を見て徐々に考えを改めていく。
当初は玄野に脅迫され、嫌々ながら彼が助け出した地球人を宇宙船外に逃がす手助けをさせられていたが、その途中、同胞の兵士に助けを求め抵抗を試みたものの、玄野が逆に兵士たちを皆殺しにしたため遂に観念し、指示に従うようになった。玄野の命に応じ、死亡した兵士のアーマーを着用して兵士のふりをすることで宇宙船外に出ることに成功する。
ようやく玄野が多恵と再会した際は、お礼を言い多恵の元へ向かう玄野を見て、弱肉強食的な思想ではなく平等な種として「あなたたちは私たちと同じ」「優劣などない」と感動している。その後再び玄野が転送された際には多恵と共に玄野を探すも、巨大ロボットの攻撃により乗っていた飛行機が大破。「私たちを滅ぼさないで」と多恵に伝え多恵を玄野の元へ逃がし、彼女はそのまま墜落して死亡した。
イヴァ・グーンド
巨人族の上級兵士。戦闘機の操縦のみならず、格闘戦における驚異的な身体能力など突飛した戦闘能力を持ち、巨人族の中で知らない者はいないほどの国民的な英雄であり、軍神と呼ばれる長髪の美男子。下級兵にオートラという名の弟がいたが、地球への侵攻序盤に玄野との戦闘で死亡している。
侵略の際には戦闘機を操縦し、迎撃に出撃してきた自衛隊のF-15戦闘機をまとめて捕縛していた。その際に弟が玄野と交戦して殺された事実を知り、彼を目の敵にする。その後、玄野たちが最初に巨人の母船に転送された際に玄野と接触し交戦。ガンツチームの攻撃を全く寄せ付けない動きと強さを見せたが、コピー玄野が参戦し2人並んだのを見て一瞬動きを止め、その間に転送が始まったため戦闘は中断された。
物語の終盤で敗残兵となり、半裸の状態で再び姿を見せる。巨人の母船内でGANTZ戦士側による敗者復活戦まがいの格闘ショーに参戦させられるが、アメリカのGANTZチームをいとも簡単に殲滅したのち、弟を殺した『クロノケイ』へ堂々と決闘を申し込む。玄野と激闘を繰り広げ、最期は玄野の捨て身の攻撃を頭部に受け、戦死する。
巨人の少女
名前は不明。コロニーで生活する巨人族の女の子。見た目は地球人の幼稚園児位。屠殺場から脱出し、ビルの谷間に隠れていた多恵と多恵を救助した中年男性を見付け、ペットにするため多恵だけを家に持ち去る。部屋のケージで犬やウサギ、モルモットに似た生物と、既に地球人の少年「中河駿」を飼っており、それら生物と同じ半液体状の餌を与えていた。服装や自家用車を見るからに、巨人族の社会でも上流階級生まれのお嬢様であることが窺える。
最期はスペースコロニーの自爆によって死亡した模様。

## 超高度文明異星種族
巨人族の宇宙船内で転送された先の『真理の部屋』にて登場する。彼らは巨人族が地球の前に移民先に定めた星の住人で、巨人族の侵攻を受けるも、これを撃退した。その後、地球に向け巨人族に対抗するための軍事技術の情報を発信する。
真理の部屋には裸の巨大な彫像のようなものが二体背中合わせに立っており、その姿形は一見すると地球人類に似ているが、顔面と上半身の前部を深くえぐり取った中に老若男女様々な人種に犬や猫などの動物、禍々しい生物などの頭部があり、この異形の彫像を介して彼らとの接触が可能。会話中にそれら頭部が入れ代わり立ち代わり現れ、その中には歴史上の人物や著名人、真理の部屋に居合わせた者の知人の顔もあり、言語の壁なく会話が出来、全てを知り、全てに答える。巨人族をもはるかに超える科学力を持ち、地球人類に与えたガンツなどの軍事技術でさえ、彼らにとっては巨人族を撃退しうる最低限のものでしかない。人間や生物を自在に物質的復元・分解する技術も持つ。
彼らには地球人特有の感情は無いらしく、そして巨人族以上に地球人類を昆虫やそれ以下でしか認めておらず、地球人を『ただの物質』、その命は『チリやゴミ』、そしてその感情さえも『微弱電気の流れによる現象』『電化製品となんら変わらず、違いはより複雑かどうかだけ』とまで断言した。軍事技術の提供も地球人への同情や救済のためではなく、『地球そのものの、ある程度の秩序のため』であった。
最期はガンツメンバーたちに『魂』とその行き先についてを教えた後、この先、地球人に干渉することはないだろうと言い残し、真理の部屋と共に消え去っていった。
作者の奥浩哉は志磨遼平との対談で「神星人みたいな感じで僕は思ってて」と述べている。人々に答えを示す場面は奥の思想ではなく、「人が思う神（神星人）のようなものがいるんだったら、こういう回答を出すのではないか」というイメージから来ている。

## その他
小島 多恵（こじま たえ）
声 - かかずゆみ（ゲーム）/演 - 吉高由里子
本作品のヒロインの一人。勢綾高校の生徒。中盤以降に登場し、玄野計の彼女でもある。
趣味は絵を描くこと。人目をはばかること無く絵や漫画を描く地味な少女。当初はお下げ髪だったが後に下ろすようになる。身長は低めで胸も大きくはないため、実年齢より年下に見られることがあり、作中では仲河駿に小学4～6年生と勘違いされていた。作中では美人という描写はないが、玄野をはじめ数人の男性に好かれている。また、作者も「個人的に小島好きだけど」とコメントしている。
チビ星人事件からPTSD（心的外傷後ストレス障害）に悩まされてしまう。その後も和泉による新宿大虐殺や、自分を標的にした特殊ミッション、全地球規模の「カタストロフィ」など、ガンツに関わる惨劇に次々と巻き込まれる。
二人が交際し始めたのは、玄野が罰ゲームにより告白したことがきっかけ。告白を受けた時には、自分も以前から玄野に好意を持っていたことを告げている。二人の関係は良好なものとなり、玄野にとって多恵は「生きる希望」であったが、彼女を危険な目に遭わせたくないという気持ちから別れを告げる。失意の多恵は、偶然にもミッション現場に立ち会いその一部をカメラに収めてしまったことで、ガンツからミッションの標的にされてしまう。ターゲットの多恵を狙う和泉が率いるメンバーたちから死守しようと玄野たちが奮戦するもその甲斐なく、和泉の刃にかかって死亡した。その後、オニ星人編で100点を獲得したレイカにより再生されるが、玄野に関する記憶は失っていた。ガンツ開放後の玄野自身も多恵に関する記憶を失っていたため、玄野に思い違いでストーカー扱いされ互いに悪い印象を持ってしまうが、その後誤解が解け互いの記憶を取り戻すために玄野と協力を誓いあう。大阪編後加藤によって再生された玄野と再会した。その後は以前にも増して強い愛情で結ばれている。
カタストロフィの際には、異星人の襲来によって両親を失い、自身も玄野が転送され離れ離れになったことで異星人に拉致される。浴びせられた液体で衣服を全て溶かされ全裸にされてしまい、食肉用にされかけたが、居合わせた男性に救出され紆余曲折の末に孤立し、全裸のまま無防備で単身コロニー内を逃亡することになる。後に自衛隊員に救出され同じように脱出した人間たちと合流する。この際合流した女性から上着を借りて着用している。直後合流した集団が巨人の罠にかかり自身も足を負傷してしまう。怯える多恵を哀れんだ巨人に逃がされ、その後玄野と奇跡的な再会を果たすが、ガンツを支配するゲームマスターに玄野は再び拉致され、ララ・フラダと共に玄野の元へと赴く。その際西に殺されかけるも、ララの手によって辛くも生還し、玄野と共に宇宙船に乗って地球へと帰還した。玄野がイヴァと交戦する際は地球に残り見守り続け、帰還した際は真っ先に駆けつけた。
多恵自身はガンツのメンバーではなくスーツも武器も使用していない。身体能力も低く、仲河駿にはサバイバル能力が無いと評される。しかし、玄野への想いの強さや周囲の人間の協力を得て何度も危機を脱しており、カタストロフィ編では途中で全裸にされ、完全に無防備な状態であるにもかかわらず最後まで生存した。
作中ではスーツを着用する機会が無かったが、ゲーム版には隠しキャラクターとして登場している。
加藤 歩（かとう あゆむ）
声 - 青山桐子（アニメ版）/森尾俐仁（GANTZ:O）/演 - 千阪健介
加藤勝の弟。当初は兄と共に肩身の狭い思いで親戚の家に暮らしており、伯母からネグレクトを受けていたものの、その後兄と二人で別のアパートで二人暮らしをしている。あばれんぼう星人・おこりんぼう星人編での死亡した加藤が、失踪扱いとなっていた間も懸命に暮らしていた。オニ星人編後、再生された加藤と再会を果たす。加藤は彼を探す際に施設に入れられていないか心配していた。現在は加藤が借りたアパートで一緒に暮らしている。アニメ好き。
松浦 近子（まつうら ちかこ）
声 - 斉藤貴美子
加藤の伯母で、亡くなった加藤の母の姉。短気で狭量かつヒステリックな性格をしており、身寄りのない加藤兄弟を引き取っていたものの彼らを厄介者扱いして嫌っている。そのため加藤兄弟からも快く思われていない。4人家族で夫・諭と二人の息子の幸彦・昌彦がいる。原作では虐待描写はなかったものの、公式ファンブックによれば息子たちと一緒に隠れて歩をいじめていたとされる。
アニメ版では加藤の父の妹になっている（加藤の父親を「兄さん」と呼んでいる）。こちらでは歩の髪を掴んだり、散々殴りつけるなどの虐待描写があり、勝の怒りを買って突き飛ばされ、逆ギレ気味に加藤兄弟を罵倒した。また、加藤が鬼塚千明（声 - 川原慶久）を痛めつける際に伯母の顔がフラッシュバックするなど、加藤の伯母に対する憎悪が描かれている。作中では加藤兄弟の両親である兄夫婦への恨み言を言っていたことから、加藤の両親とは何かしらの軋轢があった模様。
藤堂 多賀夫（とうどう たかお）
ホームレスの男性。貿易会社の社長だったが2年前に会社が倒産し、現在に至る。
地下鉄の線路に落ちたところを玄野と加藤に助けられて生還したが、玄野と加藤はそのまま事故死し、GANTZ部屋に転送されることとなった。
原作では完全な脇役だったが、アニメ版では「あばれんぼう星人・おこりんぼう星人編」に再登場。しかし梶浦と室戸のホームレス狩りに遭い、そのままバットで撲殺されるという末路を迎えた。
トンコツ
桜井がインターネットの掲示板で出会った少女。「トンコツ」はハンドルネームであり、本名は不明。トンコツとは呼ばれていないが、実写版の桜井にはヒトミ（演 - 吉谷彩子）と呼ばれる彼女がいる。趣味はネット。掲示板で自殺を仄めかしていた桜井に対して、掲示板利用者の中で唯一自殺をやめるように説得したり、殺人を犯してしまった桜井の心の支えとなる。桜井と共に通り魔を捕まえようとするなど、かなりの正義感と行動力の持ち主。オニ星人ミッションの前日に桜井に告白し、ミッション後から付き合い始める。カタストロフィが起きた後も桜井と行動を共にしていたが、桜井が転送され離れ離れになった際に、戦火に巻き込まれて命を落とした。死後、桜井が見た幻のなかで「もういい」などと慰める言葉をかけている。
篠崎 涼子（しのざき りょうこ）
和泉と同日に転入してきた高校生。転校初日に玄野が見とれたほどの恵まれた容姿の持ち主で、和泉に告白して彼女となる。玄野と和泉の付き合いから、彼女同士ということもあって小島とは仲がよく、一緒にショッピングなどに出かけている。和泉と吸血鬼たちの戦闘に巻き込まれ、彼の最期を看取ることになる。それ以後の動向は不明。
菊地 誠一（きくち せいいち）
演 - 加藤晴彦
2年前からガンツと星人の謎を追っているフリーライター。池袋の宇宙人騒動の際に現れた「黒い特殊部隊」の正体を追い求め、玄野の元を訪れた。情報源としては適切でなかった当時の玄野に失望しかけるが、記憶喪失になんらかの可能性を感じて、取材対象として接触を保つことになる。吸血鬼の情報を掴み尾行を試みた際に、逆に捕まってしまい窮地に立たされるが、事前に入手していた和泉の個人情報と引き換えに身の安全を保障され、逃れることができた。その結果として和泉は死亡するが、玄野に対して淡々と次の標的であると予告するなど、本人には悪びれる様子は窺えない。
その後は、独自のルートでドイツ人の協力者セバスチャンの知己を得て、単身ドイツへ渡って調査取材を開始。以後、ガンツの謎に急速に迫ろうとしている。ガンツを製造させたとされる会社「マイエルバッハ」への接触に成功し、製造工場の取材を行った。ラストミッション終了後の時期にも、引き続き現地でガンツの情報収集に当たっていたが、その折にマイエルバッハの会長であるハインツ・ベルンシュタインの直接取材の許可を得て、訪れた彼の屋敷で「ガンツの真相」について告げられる。しかし、取材内容に納得できないまま現地に滞在して続けていた彼の元に、唐突にセバスチャンが現れ、そこで彼の異様さの片鱗を目にすることとなる。
カタストロフィが終わりかけるころには巨人の母船にいて、「宇宙人たちを追い詰めた」ことや「玄野計は英雄だ」という真実を報じた。また、その後でガンツのシステムを生み出した異星人と邂逅。ガンツの真実とセバスチャンの正体を知る。
セバスチャン
菊地がドイツ取材の際に通訳を依頼したドイツ人で、ジャパニメーション（日本のアニメ作品）が好きなオタク。「黒い球の部屋」の掲示板を通じて菊池と接触した。
自らの取材内容に納得出来ない様子の菊地に対して、再び「ガンツの真相」を告げるが、なおも腑に落ちない彼の姿に苛立ちを覚え、その異様さの片鱗を露わにする。通訳をしていた時とは一変して流暢な日本語を操り、「神は人のようなものか…どのような形か」「悪いことは重なる…確率論なんか無視して重なッていく」など、作中の人物が発したのと同じ言葉（ただし大半は「〜か？」という疑問形に変わっている）を発しながら、様々な怪奇現象（一部に、坂田や桜井の超能力に類似したものがあった）を見せた後にどこかへ転送されていった。
その正体は、ガンツのシステムを生み出した超高度文明異星種族にも取れる描写があるが、感情がないとされるその種族と違い、ややコミカルな面を見せる彼本人だったのかは不明。真理の部屋で彼の顔が一瞬映し出されたが、浮かぶ顔はランダムでありその当人が通話しているとは限らない。部下のような存在である可能性もある。
仲河 駿（なかがわ しゅん）
巨人の少女に連れ帰られた多恵がペットが飼育されていたケージ内で出会った少年。14歳の中学生。多恵の顔立ちと体つきから当初小学生かと勘違いしていた。ケージ内で会話を重ねるうちに多恵に恋心を抱き、彼氏の代わりになりたいと発言した。全裸で寝ている多恵を見て欲情しレイプしかける（巨人の少女が引き離したため未遂に終わった）も、後に生き延びた人間同士として和解している。だがその後、餌として与えられていた流動食が体質に合わなかったのか体調が悪化。多恵に「彼氏のところまで自分で行くんだ」と諭し、脱出を促した。その後は不明。

## 玄野参加以前の参加者
小説版『GANTZ/MINUS』にて登場。基本的に名前が明かされた順に記載する。
橿原 大樹（かしばら おおき）
あだ名：「おおきくん」、「にげごし」
『GANTZ/MINUS』の主人公。高校生の元サッカー部員。彼女はいない。初期の玄野と同様、特に優れた面があるわけでもなく、かといって劣った面があるわけでもない、ごく平凡な少年。だが反面、周りの人間が苦労を重ねるようなことを器用にこなす才能を持っており、上級生などから反感を買っていた。そのためサッカー部を退部し、私生活では目立つことを良しとせず、凡夫に徹していた。
死因は事故死。マンションから落ちそうになった子供を助けるも、勢い余って自らの頭部を強打して死亡し、ガンツ空間へ転送された。明里の訓練のおかげでスーツや武器の扱いに習熟していき、さらにはワイヤーを用いた手製の仕掛けを作るなどして、小説版の最後にはひょうほん星人を倒すまでになる。戦友の明里に恋愛感情を抱くが、明里に恋人がいることを知り失恋。ひょうほん星人戦で100点を取った当初は明里を再生させようとしたが、本人の意思を尊重して断念し、ガンツ空間からの解放を選んだ。
ひょうほん星人戦にて「クロノケイ」なる存在を知らされ、玄野と加藤が最初に電車に轢かれた現場に居合わせた時、無意識に「そうか、始まッたんだ」と呟いた。
神功 明里（じんぐう あかり）
あだ名：「あかりちん」
大樹、西、和泉よりも遥か前から、ガンツ空間で戦っていた古参の参加者。ずば抜けて優れた戦闘能力を持つベテランのメンバーであり、当初は和泉をも凌ぐ実力を持っていた。大樹から「タレント並の美貌」と評されるほどの美少女。私生活は謎に包まれていたが、実は大樹と同じ高校に通う学生であり、陸上部の部長を務めている。
100点を取ることに強いこだわりを持ち、誰にもその理由を明かすことはなかったが、その目的は自分を指導し、支えになってくれた戦友であり恋人である懐里を再生させることにあった。見事目的を達成させ、懐里を再生させるも、ひょうほん星人との戦いの中で懐里を失い、己もまた懐里に変装したひょうほん星人に油断し、攻撃を受けて死亡した。最期に「自分を生き返らせないで」と大樹に嘆願し、大樹もまた彼女の意図を汲み取ったため、結局再生されることはなかった。
石橋（いしばし）
大樹、西、和泉よりも遥か前からガンツ空間で戦っていた、古参の参加者。白髪交じりで伸び放題の黒髪に爬虫類のような目つきをした、薄汚い男。
Xガンでボスしょうとく星人の右肩や頭を壊すなど善戦するも、結局は童子の大群に頭以外の全身を擂り潰され死亡。
高岳（たかおか）
あだ名：「石橋のパシり 改〆 おんしらず」
石橋の手下のうち、丸刈りの男。
右腕を負傷しながらもしょうとく星人戦を生存。しかし石橋の死を知った時には、悲しむどころか嘲っていた。はなこさん星人戦では和泉と共にガンツバイクで暴れ回るが、はなこさん星人に捕獲されてしまい、和泉にも見放され、そのまま食べられて死亡。
城山（しろやま）
石橋の手下。大樹が合流したころまでに、銃撃戦の巻き添えを食って死亡したとのこと。
丸岡（まるおか）
石橋の手下のうち、のっぽの男。
しょうとく星人の杓で右腕を吹き飛ばされたうえ、血を吐くまで童子に腹を殴られ続け、しょうとく星人に投げ飛ばされて亀井に激突する。ミッション終了後、部屋に戻ってこなかった。
亀井（かめい）
石橋の手下のうち、八の字眉毛のでっぷりした男。
丸岡の腹を殴り続けていた童子を射殺するも、しょうとく星人が投げ飛ばした丸岡と激突する。ミッション終了後、部屋に戻ってこなかった。
小村（こむら）
石橋の手下のうち、髭面の男。
しょうとく星人や童子の大群に擂り潰されて死亡。
飯田（いいだ）
石橋の手下のうち、野球帽を被っている男。
ボスしょうとく星人の憲法十七条読み上げによる謎の攻撃で、跡形もなく消滅した。
隈取りの男
石橋の手下のうち、目の下に真っ黒な隈がある男。名前は不明。
ボスしょうとく星人が吐き出したしょうとく星人の大群に押し倒され、杓で撲殺された。
高良（たから）
あだ名：「りすとら」
人の好さそうなすだれ頭の中年男性。
しょうとく星人戦を生き延び、明里の訓練参加の呼びかけにも意欲的に応じた。しかし、訓練のために家を抜け出そうとしたところを妻に見つかって理由を問い詰められ、やむなくガンツ部屋でのことについて説明しようとしてしまったため、脳内爆弾が作動し絶命した。
井村（いむら）
あだ名：「ニートマン」
ニキビ面の青年で、年頃は大樹と同じくらい。
しょうとく星人戦を生き延び、明里の訓練参加の呼びかけにも意欲的に応じた。しかし、友達にXガンを見せびらかして、彼らの目の前で試しに猫を撃とうとしたため、脳内爆弾が作動し絶命した。
「ちかん」
一見すると真面目そうな男。
ひょうほん星人に生きたまま解体され死亡。
漫画本編でもメモリーに名前だけ登場している。
「ほすてす」
派手な化粧で悪趣味なアクセサリーを着けた女。
トラ星人戦かひょうほん星人戦のどちらかで死亡した模様。
漫画本編でもメモリーに名前だけ登場している。
「さわやか」
若いサラリーマン。
はなこさん星人戦で死亡したためか、部屋に戻ってこなかった。
漫画本編でもメモリーに名前だけ登場している。
西 丈一郎（にし じょういちろう）
ラストミッション（イタリア編）を生き残った参加者を参照。
中学生の少年。マザコンで母親に対して強い承認欲求を持つ。死因は自殺。小説本編では、愛していた母親が父親との確執を苦に首つり自殺したことにより、後を追うようにマンションの屋上から飛び降りて死亡し、ガンツ空間に転送された（公式ガイドブック『GANTZ/MANUAL』に記された設定の「事故死」及び、アニメ版の監督が語る飛び降り自殺の動機とは異なっている）。
新参者としての登場であったため、未熟で戦闘慣れしておらず、戦力としてはほとんど役に立っていなかった。また、プライドが高く屈折した性格から、周囲と軋轢を生んでいた。戦いの果てに実力をつけ、数々のミッションを生き残り、大樹脱退後も戦い続けていたが、和泉からは「役には立たないが、足手まといにもならない」と存在を黙殺されていた。
和泉 紫音（いずみ しおん）
かっぺ星人編からの参加者を参照。
中学三年生の少年。背が高く大人びた印象の持ち主。死因は事故死。努力せずとも何事も上手くいく世の中に醒め、興奮を求めるあまりにヤクザのベンツを盗み、無免許運転で暴走。逆走の果てに大型ダンプカーと衝突して死亡し、ガンツ空間に転送される。転送後、ガンツの趣旨を大樹から教えられたことから、ミッションに意欲的に参加し、初陣から戦果を出して、明里を驚かせた。その後のミッションでも戦果を挙げ、闘争に明け暮れていたが、トラ星人から「鍵（クロノケイ）には値しないゴミのような存在」であると侮蔑され、さらに次に戦ったひょうほん星人に「異星人の襲来する未来（「カタストロフィ」）」と「自らの最期」のヴィジョンを見せられ、驚愕する。
大樹脱退後は西に「昔は尖ってたが、今はリーダーを気取ってる」と嘲笑されながらも、河内、茨木、南の3人と共にジーンズ星人の群れを撃破。最後に襲撃してきた吸血鬼の氷川を単身退け、晴れて100点を獲得。しかし、ひょうほん星人に見せられた未来のヴィジョンへの不安から無意識のうちに一番を選んでしまい、ガンツ空間から解放された。
汐原 懐里（しおばら かいり）
明里の戦友であり恋人。故人。
トラ星人戦で100点を取った明里によって再生されたが、直後の追加ミッションでひょうほん星人に殺害され、皮膚を奪われた。
河内 武士（かわち たけし）
茨木 進（いばらき すすむ）
南 隼人（みなみ はやと）
河内は刑事であり、茨木は筋肉質な体で細いフレームの眼鏡をかけた青年、南は肩まである茶髪が特徴的な青年。3人とも大樹脱退後に入ってきたメンバーであり、和泉も「それなりに戦力としてアテになる」と評している。
和泉と共にジーンズ星人の群れを撃破し、ボスを探すが、突如襲撃してきた氷川によって3人とも致命傷を負わされる。それでも何とか帰還できたが、和泉脱退後の動向は不明。
漫画本編でも和泉の回想シーンに登場している。フルネームは『GANTZ/MANUAL』にて判明。

## 『GANTZ/EXA』の登場人物
ナガトモ
『GANTZ/EXA』主人公。元は原子物理学者だったが、反体制テロリストとして逮捕され、冷凍睡眠研究用の宇宙開発実験船に実験体として放りこまれる。システムの不調で予定より早く目覚め、生体反応のあった宇宙塵の中から恵を発見する。
岸本 恵（きしもと けい）
ねぎ星人編からの参加者を参照。
宇宙塵の中から発見された少女。

## アニメ版オリジナル：玄野星人編
神田 みか（かんだ みか）
声 - 笹島かほる
短大生。20歳。死因は刺殺。ストーカーの男に腹部を刺されて死亡した。アニメ版序盤で桜丘と会っている。
7人の中で唯一、最初から玄野を信じようとしていた。古田が室戸によって殺害された後、室戸に立ち向かうも銃弾をくらい死亡。玄野は彼女が死んでも最後まで背負っていた。
古田 義一（ふるた ぎいち）
声 - 喜多川拓郎
本屋の主人。アニメ版で玄野が出入りしていた、駅前にある書店「古田書房」の店主。50歳。死因は事故死。万引きの常習犯を追っていた途中、轢き逃げにあって死亡。「未成年の犯罪者はやり直しが利く」「更生を促すのは大人の義務である」と考える博愛主義者で、やや甘い性格をしている。妻がいる。
最後まで室戸を説得しようと試みるが、その性格と行動が災いして自らの命を危険に晒すこととなり、斎藤も死なせてしまう。室戸により、みかと線が繋がっている手榴弾を口にくわえさせられ、少しでもみかが動けば爆発してしまう状態で執拗に痛めつけられる。拷問のような凄惨な状況の中で、最期はみかを庇う形で自分から線を抜き上半身が吹き飛んで爆死した。
斎藤 直純（さいとう なおずみ）
声 - 中田雅之
自営業の中年男性。38歳。死因は自殺。大手銀行から脱サラするがその後興した企業の失敗に伴い、借金取りに追われ地下鉄の線路に飛び込んで自殺。マイナス思考で否定的な考え方が付き纏っており、その言動が原因でミッション開始前に玄野の怒りを買った。
室戸の放ったバズーカの直撃（恐らく野崎を庇ったと思われる）で、首と胴体が分断して死亡。
野崎 大地（のざき だいち）
声 - 室園丈裕
無職。17歳。根本鉄男が岩城をXガンで殺害した場面を発見していた。死因は溺死。助けを求めていた女性の声に応じ、川で溺れかけた子供を救い、その親に助けを求めるが見放されて死亡。見かけは不良のようだが、性格は温厚篤実なしっかり者。アニメ版第1話でも、ホームレスを助けようと線路に入っている玄野たちを周りが見てるだけの中、唯一駅員を探しに走り出している。
梶浦と室戸の異常性にいち早く気づき、玄野と共闘する。梶浦の銃撃から玄野を庇い死亡。
上原 佳乃（うえはら よしの）
声 - よのひかり
勢綾高校の女教諭で、玄野の担任。29歳。死因は刺殺。不倫の縺れで女性に背中を刺されて死亡。
生き残るために教え子である玄野を殺害することも考えたが梶浦の本性を知った後は考えを改め、梶浦に銃を向けるが逆に人質に捕られ室戸によって散々いたぶられる。その直後に梶浦に切り傷を負わせるも、室戸にXガンで撃たれ死亡。彼女の死には玄野も涙を流した。
梶浦 龍二（かじうら りゅうじ）
声 - 辻谷耕史
室戸と共に快楽殺人を行っていた青年。28歳。丁重で物静かな態度を取るが、本性は狂暴かつ残虐非道。死因は銃殺。室戸と共に怪しい集団に追われ、彼らに射殺されて転送された。室戸を「殺人オタク」と胸中で罵り、自分は女しか殺害しないため室戸よりはマシだと思っている。
上原に切り傷を負わされ、玄野にXガンで左腕を破壊された後、ガンツが用意した料理を食べ精神的に不安定となり、背負っていた爆弾で玄野を道連れにすべく自爆し死亡。
室戸 一（むろと はじめ）
声 - 真殿光昭
梶浦と共に快楽殺人を行っていた少年。16歳。アニメ版では、仏像編で梶浦と共に序盤で登場したホームレスの藤堂多賀夫をバットで撲殺している。梶浦以上に冷酷無比で残忍な性格。殺人嗜好症で、殺人に快楽を覚える異常精神の持ち主。殺しの数も梶浦以上。その歪んだ性格は、彼の複雑な家庭環境に起因しているようで、それを理由に自分の暴虐を正当化している。演技が得意らしく、気弱な少年を演じることでお人よしな古田を欺いていた。
最後は玄野の放ったレーザーアンカーとYガンで「上」へ転送される。その時にガンツ表面に出た顔写真が上から消えていく描写がなされた。